# Doctor Who
Doctor Who (trad. litt. : « Docteur Qui ») est une série télévisée britannique de science-fiction, créée par Sydney Newman, Donald Wilson, C. E. Webber (en) et Verity Lambert, diffusée depuis le 23 novembre 1963 sur BBC One. Elle raconte les aventures du Docteur, un personnage aux multiples visages qui voyage à travers l'espace et le temps à bord d'un vaisseau spatio-temporel ayant l'apparence extérieure d'une cabine d'appel téléphonique de la police britannique, le TARDIS (Time And Relative Dimension In Space, qu'on trouve aussi traduit en version française par « Temps À Relativité Dimensionnelle InterSpatiale »). Lorsque le Docteur est mortellement blessé, il peut survivre en se régénérant ; il change alors d'apparence et, dans une certaine mesure, de personnalité, mais tout en conservant le souvenir de ses vies antérieures.
Doctor Who est historiquement la plus longue série de science-fiction de tous les temps,, comptant 685 épisodes de 25 minutes (dont 253 en noir et blanc), 15 épisodes de 45 minutes, un de 90 minutes et 175 épisodes de plus depuis son retour en 2005 et 12 de plus depuis le reset de 2023. La série a également eu droit à un téléfilm en 1996 appelé Le Seigneur du Temps. Le total des épisodes devrait être à 892, cependant l'arc Shada (6 épisodes) bien qu'annulé, compte dans la liste des épisodes. La série télévisée compte donc 898 épisodes en 2025.
En 1989, après 26 saisons, la BBC décide d'annuler la série. Dans l'espoir de la redémarrer, la chaîne produit avec la FOX un téléfilm en 1996, qui a peu de succès, condamnant le projet. En 2003, la BBC annonce qu'une seconde mouture de la série sera produite par Russell T Davies et Julie Gardner, avec Davies comme scénariste principal et produite à Cardiff en partenariat avec BBC Wales. Christopher Eccleston est annoncé comme le nouvel interprète du personnage principal. Diffusée depuis 2005, la deuxième série compte 13 saisons, avec une diffusion dans de nombreux pays dont la France et le Canada.
En 2023, il est annoncé que la série sera co-produite par les studios gallois Bad Wolf Studios à partir des festivités en vue du 60e anniversaire de la série. Enfin, à partir de la nouvelle saison 1 de 2024, une nouvelle numérotation des saisons est décrétée pour la promotion de la série sur le BBC iPlayer et Disney+.

## Synopsis

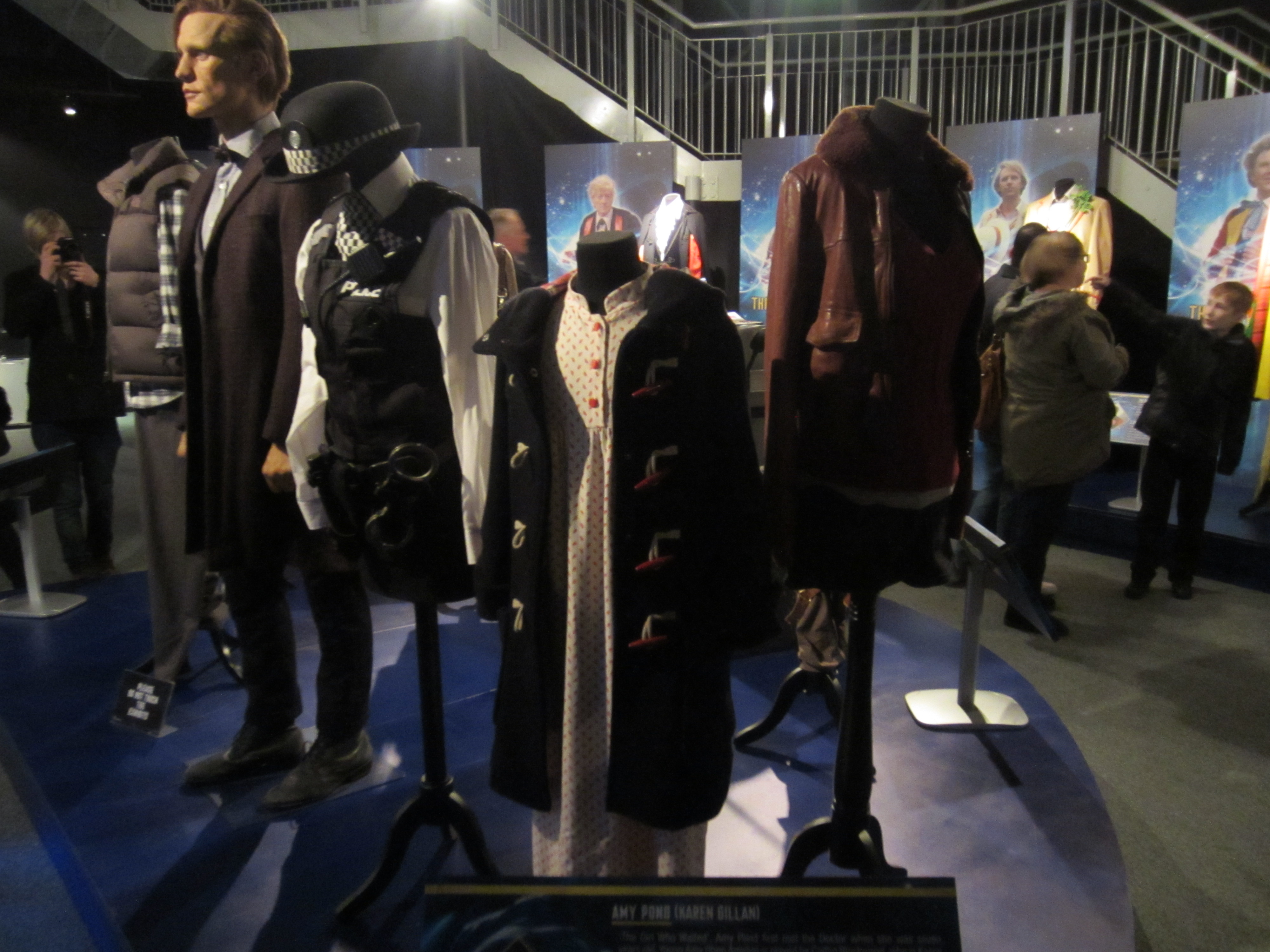
Costumes du Onzième Docteur et de ses compagnons, avec les portraits d'autres Docteurs à l'arrière-plan (Doctor Who Experience, Cardiff).

Doctor Who relate les aventures de son personnage principal, un extraterrestre originaire de Gallifrey, se présentant comme un Seigneur du Temps, appelé le Docteur.
Le vaisseau spatio-temporel du Docteur, nommé TARDIS (Time And Relative Dimension In Space), a l'apparence d'une cabine téléphonique de police bleue britannique des années 1960, le système de camouflage (permettant de se fondre dans le lieu et l'époque où il se pose) étant resté bloqué lors du tout premier épisode de la première série (An Unearthly Child). Il est par la suite réparé mais gardé sous cette forme par attachement. Le TARDIS est plus grand à l'intérieur qu'à l'extérieur, suscitant l'étonnement de ceux qui y entrent. Le Docteur est également équipé d'un tournevis sonique, un outil qui possède plusieurs fonctions, telles que le déverrouillage, la réparation d'objets ou l'analyse, et voyage la plupart du temps avec un ou plusieurs compagnons.
Dans la première série (1963-1989), le Docteur est un Seigneur du Temps parmi d'autres, alors que dans la seconde série (depuis 2005), il se présente comme le dernier survivant de sa race. Il aurait mis fin à la Guerre du Temps entre les Daleks et les Seigneurs du Temps. Cependant, on découvre peu après dans la série que les Daleks ont survécu (Dalek), ainsi que les Seigneurs du Temps (Le Jour du Docteur).
Comme tous les Seigneurs du Temps, le Docteur a le pouvoir de se régénérer lorsqu'il est mortellement blessé. Cette régénération s'accompagne de changements : il s'agit de la même personne, possédant les mêmes souvenirs, mais avec un corps et un caractère transformés. À ce jour, le Docteur connaît quinze incarnations, en plus de trois incarnations « spécifiques » ainsi que sept peu connues (Enfants Intemporels, et Docteurs Morbius) et certainement d'autres encore inconnues.

## Production
- Si vous ne connaissez pas le sujet, laissez ce bandeau (vous pouvez alors contacter les auteurs).
- Si vous supprimez le contenu mis en cause (vous pouvez préalablement contacter les auteurs),

argumentez précisément cette suppression dans la page de discussion
(un manque de référence n'est pas un argument ; une recherche réelle de référence doit avoir été effectuée, être formellement documentée).

### Introduction
Doctor Who apparaît pour la première fois à la télévision à 17 h 15 (GMT), le 23 novembre 1963 (soit le lendemain de l'assassinat du président Kennedy, ce qui fit que la nouvelle série passa quelque peu inaperçue). Les principaux créateurs de la série sont Sydney Newman, les scénaristes Anthony Coburn et David Whitaker ainsi que la première productrice du programme, Verity Lambert (dans l'épisode La Famille de sang, le Docteur se fait passer pour un humain dont les parents se nomment Sydney et Verity). La musique du générique, composée par Ron Grainer, est réalisée par Delia Derbyshire au sein du BBC Radiophonic Workshop.
À l'origine, la série est conçue pour plaire aux adultes et aux enfants. Elle mêle intrigues passées et futures, terrestres et spatiales, afin de cultiver ses jeunes téléspectateurs en matière d'histoire et de sciences. Cette visée éducative est d’ailleurs marquée par les premiers compagnons du Docteur, l’un d’entre eux enseignant l’histoire et un autre les sciences. Cependant, l'aspect science-fiction de la série prend peu à peu le dessus, et les épisodes purement historiques s'arrêtent après The Highlanders (1967). La série n'abandonne pas pour autant l'usage d'éléments historiques, mais par la suite, ceux-ci sont généralement utilisés comme toile de fond d'une histoire de science-fiction. Il n’y eut qu’une exception : Black Orchid, qui se déroule entièrement dans les années 1920, en Grande-Bretagne.

### Débuts de la série et Verity Lambert (1963–1965)
En décembre 1962, Sydney Newman quitte ABC pour devenir le responsable de la fiction de la BBC Television, et dans l'année, Verity Lambert le rejoint sur la chaine. Il la recrute afin qu'elle puisse produire Doctor Who, un programme qu'il avait personnellement imaginé. La série est dans une premier temps conçue comme une série de science-fiction éducative pour les enfants. Le programme raconte les aventures d'un vieil homme voyageant dans l'espace temps avec des professeurs devenus compagnons malgré lui (et malgré eux) à bord  d'un vaisseau plus grand à l'intérieur qu'à l'extérieur. Ce projet est d'abord vu comme un pari risqué et beaucoup ne pensent pas qu'il puisse aller au delà des 13 premiers épisodes accordés par la BBC.
En mars 1963, Donald Baverstock, le chef des programmes de BBC One, constate un trou dans la programmation du samedi soir, entre le programme sportif Grandstand et l'émission préférée des adolescents, Juke Box Jury. Il décide que ce vide doit être comblé par une série d'aventure capable de répondre aux attentes de ces deux types de public. Donald Baverstock demande alors à Sydney Newman (directeur des fictions à la BBC) de superviser la création d'un tel programme. Verity Lambert est loin d'être le premier choix de Newman pour la production de son programme. Mais face au refus de deux producteurs potentiel, et se connaissant les compétences de Lambert sur ABC, c'est par la force des choses que Sidney Newman finit finalement par jeter son dévolu sur la jeune femme. « Je pense que la meilleure chose que j'ai faite sur Doctor Who est de trouver Verity Lambert » avouera-t-il au Doctor Who Magazine en 1993. Il dira se souvenir de ses colères et de ses disputes alors qu'elle n'était pas très expérimentée en tant que productrice.
À son arrivée à la BBC en juin 1963, il est décidé qu'elle serait chaperonnée par un producteur associé plus expérimenté, Mervyn Pinfield, afin de l'aider. Doctor Who démarre le 23 novembre 1963 et devint assez vite une série à succès de la BBC, gagnant de la popularité grâce aux Daleks, des extra-terrestres qui devinrent un phénomène de mode en Angleterre. À l'époque, le supérieur de Verity Lambert, Donald Wilson, n'était pas très enthousiaste au sujet des Daleks mais après le succès qu'eut le sérial, il comprit qu'elle connaissait la série bien mieux que lui et n’interféra plus dans ses décisions. Le succès de Doctor Who et des Daleks attire l'attention sur Verity Lambert. En 1964, le Daily Mail publie des photos du tournage de la série en commentant sur le charme de la jeune productrice : « Les actes des Daleks…. sont conduits par une jeune femme remarquablement attrayante du nom de Verity Lambert, qui, à 28 ans est la plus jeune mais aussi la seule femme productrice à la BBC[réf. nécessaire]. » Elle exclue d'ailleurs fortement que les Daleks puissent un jour éclipser Dr Who SNG (Survival new generation).
Verity Lambert s'occupe des deux premières saisons de la série pour la quitter en 1965. « Il était temps que la série trouve une nouvelle impulsion » dit-elle trente ans plus tard au Doctor Who Magazine. « Ça n'était pas que je n'aimais plus Doctor Who, c'est juste que j'avais ressenti que le temps était venu. J'avais eu 18 mois extrêmement condensés, à superviser quelque chose comme 70 épisodes. Je sais que ça ne gène pas certains de faire du Soap toute leur vie, mais j'avais senti que Doctor Who avait besoin que quelqu'un vienne donner un nouveau point de vue. »

### Virage mature et fin d'une époque (1965–1966)
En 1965, souhaitant occuper le poste de producteur, John Wiles est appelé sur la série afin de succéder à la productrice Verity Lambert. En collaboration avec le script editor Donald Tosh, il souhaite donner un virage plus sérieux et moins enfantin à cette série qu'il n'aimait pas vraiment. Le développement coûteux des épisodes, la gestion d'un William Hartnell souvent d'humeur massacrante et le tournage épique de l'épisode The Daleks' Master Plan le poussent vite à abandonner cette fonction et à la confier à Innes Lloyd, ce qui fait de lui le producteur de 4 arcs allant de The Myth Makers en octobre 1965 jusqu'à The Ark en mars 1966.
En 1966, Innes Lloyd prend la relève de John Wiles et devient le troisième producteur de la série. Il prend la série en charge pendant près de deux ans, de l'arc The Celestial Toymaker (avril 1966) à The Enemy of the World (janvier 1968). Il reprend la direction de la série à une époque où son acteur principal, William Hartnell, était en froid avec la production.
Il est principalement connu pour avoir assuré le changement d'acteur principal entre Hartnell et Patrick Troughton. Ne voulant pas réitérer l'erreur de John Wiles qui avait envisagé que le Docteur puisse être joué par un sosie d'Hartnell, lui et son collaborateur, le script editor Gerry Davis, instituent l'idée que le Docteur puisse changer de corps et obtenir une personnalité différente à chaque réincarnation. Une idée qui permet à la série d'être encore à l'antenne actuellement. De plus, c'est Lloyd qui a l'idée d'engager Patrick Troughton, après avoir essuyé le refus de l'acteur Peter Jeffrey.
Durant l'époque de sa direction, les scénarios sont marqués par une structure de « base en état de siège » : le Docteur et ses compagnons arrivent dans un lieu clos, à l'écart du monde qui est en proie à une attaque d'extraterrestres (The Tenth Planet, The Power of the Daleks, The Moonbase, The Tomb of the Cybermen, etc.), un format qui permet de faciliter le travail dans des studios parfois assez étroits. Il demande aussi à ses scénaristes de créer le maximum de monstres récurrents et c'est ainsi que la série vit apparaître des monstres comme les Cybermen, les Guerriers des glaces ou la Grande Intelligence. Chose étonnante, il reste durant ces deux années tout en affichant un manque d'intérêt pour la science-fiction.

### Ère du Deuxième Docteur (1966–1969)
En 1967 Derrick Sherwin devient story-editor (responsable des scénarios) pour la série Doctor Who, poste qu'il occupe un an, le temps de 5 serials (de The Web of Fear à The Mind Robber et coécrit l'épisode The Invasion dans lequel il crée l'agence United Nations Intelligence Taskforce (UNIT) une unité militaire anglaise destinée à lutter contre les invasions extraterrestres. Désireux de devenir producteur de la série au tournant de l'année 1968, il donne le rôle de script editor à son assistant, Terrance Dicks et se lance avec le producteur Peter Bryant sur une refondation de la série Doctor Who. C'est lui aussi qui a l'idée des Seigneurs du Temps, race d'extraterrestres dont fait partie le Docteur et qui interviennent dans l'épisode The War Games (coécrit par Terrance Dicks).
Devenant producteur à la fin de l'année 1969, il supervise l'arrivée de la couleur et le casting de Jon Pertwee dans la série et entame en 1970 la septième saison de la série avec un Docteur bloqué sur Terre par les Seigneurs du Temps et devant collaborer avec UNIT. Au début de cette saison, la BBC décide de le muter et de le mettre à la tête d'une série anglo-allemande, Paul Temple.

### Troisième Docteur et exil sur Terre (1970–1974)
Barry Letts est engagé en 1967 pour réaliser l'épisode The Enemy of the World où l'acteur principal, Patrick Troughton, joue à la fois le rôle du Docteur et celui de son ennemi, le dictateur mexicain Salamander. Il fallait parfois que Troughton joue les deux personnages dans une même scène ce qui était un défi technique pour une série télévisée des années 1960.
Barry Letts accède au statut de producteur en 1969, à la suite de Derrick Sherwin (muté en catastrophe à la tête de la série Paul Temple). Jon Pertwee venait d'être engagé dans le rôle du Docteur, la série venait de passer à la couleurs et s'était basé sur le concept du Docteur résolvant des mystères sur Terre, son TARDIS étant bloqué par les Seigneurs du Temps. Letts reste producteur 5 années durant, devenant une figure paternelle d'un groupe que les fans appellent la « UNIT Family. » Malgré un budget assez serré, la série s'offrit bien plus de tournages en extérieur et une place bien plus grande est apportée aux scènes d'action. Letts planifie les 10 ans de la série en 1973 avec l'épisode The Three Doctors et crée avec le script editor (responsable des scénarios) Terrance Dicks le personnage du Maître défini pour être le Professeur Moriarty du Docteur.
En accord avec la BBC, Letts est autorisé à réaliser certains épisodes de la série qu'il produisait alors. Il dirige certaines scènes en studio de « Inferno » alors que Douglas Camfield était malade, et tourne Terror of the Autons, Carnival of Monsters et  Planet of the Spiders. Il forme un partenariat avec Terrance Dicks et le scénariste Robert Sloman auquel il confia les épisodes les plus importants. La philosophie bouddhiste que Barry Letts pratiquait influence grandement l'écriture de Doctor Who.
Décidant de quitter la série après le départ de Jon Pertwee, il auditionne néanmoins Tom Baker sur la recommandation de Bill Slater, afin qu'il joue le rôle-titre. Après avoir produit le premier épisode mettant en scène le 4e Docteur, « Robot » Letts quitte la série au profit de Philip Hinchcliffe devenant l'un des producteurs étant resté le plus longtemps sur la série. Il retrouvera la série le temps de la 18e saison durant la période 1980-1981 afin de devenir producteur exécutif auprès de John Nathan-Turner. À la suite des restructurations de la BBC, Nathan-Turner avait été désigné comme producteur de la série sans avoir d'expérience dans le métier. Letts est engagé pour le seconder. En 1974, Barry Letts écrit aussi la novélisation de l'épisode « The Dæmons » et écrit dans les années 1990 deux scénarios radiophoniques autour du Docteur, The Paradise of Death et The Ghosts of N-Space. Il écrit aussi deux romans dérivé de la série en 2003, Deadly Reunion (avec Terrance Dicks) et en 2005, Island of Death (2005).

### Styles gothique, science-fiction comique et Douglas Adams (1975–1980)
Philip Hinchcliffe  aide Letts sur la première histoire à faire apparaître Tom Baker dans le rôle du Docteur, Robot. Il est crédité pour la première fois pour l'épisode suivant L'Arche dans l'espace. Sa première année n'est consacrée qu'à la production de scripts qui avaient été décidés par l'ancienne équipe de production et l'influence complète d'Hinchcliffe ne fut totale que sur la fin de l'année 1975 avec l'épisode Planet of Evil.
Hinchcliffe forme un duo avec le script editor (responsable des scénarios) Robert Holmes qui change le ton de la série lui donnant un côté plus noir avec une atmosphère gothique inspirée par les films d'horreur de la Hammer : Transformations monstrueuses (Planet of Evil) momies et dieux anciens (Pyramids of Mars) savants fous (The Brain of Morbius) radiations (The Hand of Fear) ou tueurs en séries (The Talons of Weng-Chiang). De plus Hinchcliffe était contre l'idée de réutiliser des personnages et des monstres du passé de la série : les Daleks, Cybermen et Sontariens n'apparaissent que durant la première saison qu'il produit et le Maître et les seigneurs du temps changent complètement de façon dont ils étaient décrits précédemment, l'agence UNIT et le personnage du Brigadier Lethbridge-Stewart disparaissent progressivement de la série sous son influence.
À l'époque de sa période de production, la série atteint l'un des plus hauts pics d'audience de son histoire et avoisine souvent les 10 millions de spectateurs. Toutefois, la BBC reçoit de nombreuses plaintes de la militante Mary Whitehouse et de son groupe Mediawatch qui estime que la série pourrait effrayer les jeunes enfants et les traumatiser. Elle oblige même Hinchcliffe à changer la fin d'une partie de The Deadly Assassin dans laquelle le Docteur est prêt à être noyé par son opposant. La BBC défend le programme, mais place Hinchcliffe à la tête d'une série policière, Target en 1977 et spécifie à son remplaçant, le producteur Graham Williams l'impératif d'éclaircir le ton de la série. Graham Williams devient producteur en 1977, et il lui est demandé de rendre la série moins violente. Williams dit de cette époque : « Tout est mal parti dès le départ, lorsqu'on m'a demandé de rendre la série plus drôle et moins violente. Malheureusement cela a demandé pas mal d'argent, et on avait pratiquement que dalle. Tom Baker, toutefois, pensait que c'était une bonne idée et continua à faire des mauvais jeux de mots et des blagues ratées, et ça ne s'est pas arrangé lorsque j'ai ramené Dougie Adams dans la production[réf. nécessaire]. »
Si les courbes d'audiences baissent un peu durant ses deux premières années sur la série, elles restent confortables et en 1979 la série remonte la pente et atteint son record historique de 16,1 millions de spectateurs pour la quatrième partie de l'épisode City of Death, une hausse en partie due à une coupure des programmes à la suite d'une grève sur la chaîne rivale de la BBC, ITV. Williams co-écrit en partie le scénario des épisodes City of Death et The Invasion of Time sous le pseudonyme de David Agnew et travaille étroitement avec trois script editors Robert Holmes, Anthony Read et Douglas Adams.
Après trois années difficiles, Williams quitte la série et passe la main à John Nathan-Turner qui avait travaillé avec lui en tant qu'assistant de production. Il est d'ailleurs approché par celui-ci au milieu des années 1980 afin d'écrire un épisode pour la saison 23. L'épisode est abandonné lorsque la série est mise en hiatus en février 1985. Toutefois, il adapte cet épisode en roman, sous le titre de The Nightmare Fair en 1989.

### Renouveau entamé par John Nathan-Turner (1980–1984)
À la fin de l'année 1979, John Nathan-Turner accepte de devenir producteur de la série pour la saison 18 qui se trouve être la dernière dans laquelle Tom Baker incarne le rôle du Docteur. Son arrivée dans la série provoque un virage créatif, il trouvait que le public ne prenait plus la série au sérieux et que Tom Baker avait tendance à imposer son point de vue. Avec le script editor Christopher H. Bidmead, ils décident de mettre un peu plus la bride sur les volontés de l'acteur principal. Il redonne aussi un coup de jeune à la série en offrant une nouvelle orchestration au thème de la série et un tout nouveau générique. Le costume du Docteur, change aussi à cette occasion
N'ayant aucune expérience dans le domaine de l'écriture de scénario, durant son époque en tant que producteur, les script editors sont les principaux artisans de la voie que devait suivre la série. L'une des volontés de Nathan-Turner fut de réintroduire le Maître et c'est Bidmead qui s'en charge dans une trilogie à cheval sur la dix-huitième et la dix-neuvième saison et introduisant le 5e Docteur joué par Peter Davison. Bidmead quitte la série à l'issue de ces épisodes et est remplacé brièvement par Antony Root puis par Eric Saward pour une longue durée. À partir de la saison 19 et de l'épisode Earthshock la série voit le retour d'anciens méchants ainsi que d'anciens personnages de la série : Les Cybermen, Omega, La Mara, Le Gardien Noir et le Brigadier.
L'arrivée de Nathan-Turner à la production coïncide aussi avec l'accroissement du nombre de fans aux États-Unis, la série étant diffusée sur le Public Broadcasting Service. De plus, si l'audience descend, la série commence à connaître un phénomène de culte, avec des conventions, des fans clubs et des publications comme le Doctor Who Magazine. Nathan-Turner est l'un des premiers à leur accorder de l'importance, en discutant avec eux ou en leur donnant des infos en avant première.
Afin d'attirer du public, Nathan-Turner commence à engager des acteurs connus du monde de la télévision pour jouer les rôles secondaires (entre autres Christopher Gable, Honor Blackman ou Richard Briers). Il demande aussi supprimer le « tournevis sonique » gadget dont il trouve qu'il s'agit d'une facilité scénaristique, ce qui est fait dans l'épisode The Visitation.
Durant la dix-neuvième saison, la série passe d'une diffusion régulière le samedi à une diffusion plus risquée, en semaine. Nathan-Turner tente de lancer le pilote d'une série dérivée K-9 and Company avec les anciens compagnons du Docteur K-9 et Sarah Jane Smith qui est un échec. Il tente aussi de changer la forme usuelle du vaisseau du Docteur, le TARDIS durant un épisode, Attack of the Cybermen et change l'intérieur du vaisseau.

### Déclin progressif et fatal (1984–1989)
Toutefois, la série n'est plus perçue favorablement par la BBC, et avec l'arrivée de Colin Baker lors de la vingt-deuxième saison en 1985, ceux-ci trouvent Doctor Who trop violent. La série est mise en pause entre mars 1985 et septembre 1986, amorçant une campagne de protestation de la part des fans assez violente. Après la tentative de remonter l'intérêt de la série avec une saison entière consacrée à une seule histoire, l'audience n'est pas au rendez-vous et les problèmes internes à la production se multiplient : Eric Saward fini par claquer la porte, Robert Holmes meurt et la BBC demande le départ de Colin Baker.
Durant les Modèle:Nbor à 26 de la série, John Nathan-Turner tente plusieurs fois de partir de la série, mais la BBC le force à renouveler son contrat à chaque fois. L'arrivée de Sylvester McCoy et d'un nouveau script-éditor Andrew Cartmel relance la série vers une voie plus mystérieuse avec un Docteur bien plus manipulateur et une écriture plus jeune. L'audience n'est pas au rendez-vous malgré un succès critique de la part des fans. En septembre 1989, la BBC annonce à Nathan-Turner que la série ne sera pas renouvelée et celle-ci s'achève après la dernière partie de Survival le 6 décembre 1989.

### Romans et projets américano-britanniques (1989–1996)
Dès le mois d'octobre 1989, Philip David Segal, un Anglais expatrié, travaillant pour la Columbia Pictures se dit intéressé pour reprendre les droits de Doctor Who. La série commençait à être connue aux États-Unis ces dernières années à la suite de sa diffusion sur le Public Broadcasting Service. La BBC se montra réticente et l'accord n'eut pas lieu. Une autre tentative se fit au cours de l'année 1992, avec le concours de Peter Wagg, le créateur de la série Max Headroom, sans suite. Finalement, c'est le nouveau directeur de la BBC, Alan Yentob, qui autorise, le 13 janvier 1994, Philip David Segal à devenir le nouveau producteur de Doctor Who, avec pour projet de relancer la série aux États-Unis avec l'aide de Peter Wagg à la fin de l'année 1994. Segal approche Michael Crawford puis Michael Palin pour tenir le rôle du Docteur.
L'idée est d'intéresser une chaîne américaine afin d'avoir un téléfilm d'une heure et demie, suivi d'une saison de 22 épisodes de 50 minutes. Prévu pour être tourné en juillet, le pilote est repoussé à août puis septembre 1994 faute d'investisseur intéressé. Leekley commence à cette époque à écrire certains épisodes prévus par la bible dont un remake de l'épisode de 1966 « The Gunfighters » sous le titre de Don't Shoot, I'm The Doctor (litt. : « Ne tirez pas, je suis le Docteur ») Segal se met à rechercher un acteur principal et de nombreux candidats sont évoqués (dont Peter Capaldi, Christopher Eccleston et John Hurt qui finiront par tenir le rôle des années plus tard). Le projet intéresse un temps CBS, qui oppose un refus en mai 1994. Il est finalement accepté par FoX TV qui autorise le 28 juin 1994, la mise en chantier d'un téléfilm pouvant servir de pilote à une éventuelle série.
Formant un partenariat avec Universal Television, ceux-ci imposent comme scénariste, John Leekley qui avait travaillé pour les séries Deux flics à Miami et K 2000. Segal, Leekley et le designer Richard Lewis mettent au point une bible intitulée The Chronicles of Doctor Who et établissant l'histoire générale. Finie le 21 mars.
Durant l'été 1994, Leekley écrit les grandes lignes du pilote, qui introduisait une nouvelle assistante : Lizzie Travis, une femme soldat américaine que le Docteur rencontre à Londres durant la Seconde Guerre mondiale. À ce moment-là, il est prévu que l'épisode se tourne en novembre 1994 pour une diffusion en mai 1995. Toutefois, si le script est accepté par la Fox, le réalisateur Steven Spielberg alors président d'Amblin, la société qui co-produisait le pilote, a une objection. Selon lui, le scénario ressemble trop à sa franchise Indiana Jones et il demande  le renvoi de Leekley et l'écriture d'un nouveau scénario, repoussant à nouveau la production du téléfilm. C'est finalement un Anglais, Matthew Jacobs, ancien scénariste sur les séries Inspecteur Wexford et Les Aventures du jeune Indiana Jones qui est engagé le 5 mai 1995. Laissant de côté les autres scénarios, l'auteur décide de se concentrer sur une population plus jeune et de laisser tomber les créatures du passé comme les Daleks ou les Cybermen et de ne prendre que le Maître. Il garde l'idée que le Docteur à une mère terrienne et propose que l'on puisse voir la régénération du 7e Docteur en 8e Docteur. Le 19 mai, les grandes lignes du scénario actuel sont proposés.
Peter Wagg quitte le projet au mois de juillet 1995, lorsque le premier brouillon du pilote fut rendu. Le plan du Maître changera selon les brouillons, en août 1995, il devait tenter de transformer l'univers grâce à l'Œil. En septembre 1995, il devait se faire passer pour un prophète pour prendre possession d'une comète passant à proximité de la Terre le 1er janvier 2000. L'idée d'une ouverture de l'Œil grâce au côté « humain » du Docteur, apparaît. En septembre 1995, Segal repense la série pour ne plus être une succession de 22 épisodes, mais être une suite de téléfilms d'une heure et demie à raison de six par an dont certains seraient des remakes des épisodes de la série « classique ». Après suggestions de l'équipe de production en octobre, le nouveau scénario est écrit le  13 novembre 1995 avec l'idée que le Maître est tué hors champs par les Daleks, afin d'avoir une évocation des monstres iconiques de la BBC, et le personnage de Gareth devient un professeur ayant inventé une horloge atomique et se renomme « Professeur Wagg » en hommage à Peter Wagg. En décembre 1995, quelques semaines avant le début du tournage, Jacobs décide de laisser tomber l'intrigue autour de la comète et le Maître cherche à prendre les régénérations du Docteur.
Le téléfilm est diffusé le 14 mai 1996 : Le Seigneur du Temps (titre original : Doctor Who). Le téléfilm rencontre le succès au Royaume-Uni (avec 9,1 millions de téléspectateurs). Mais la série n'arrivant pas à s'implanter aux États-Unis, Universal, décida de financer une autre saison de la série Sliders plutôt que de produire Doctor Who et leur droit d'utilisation de la série expire à la fin de l'année 1997. En 1998, Segal propose à la BBC de faire un remake des films des années 1960 Dr. Who et les Daleks et Les Daleks envahissent la Terre mais ceux-ci refusent.

### Relance d'une nouvelle série et émergence de Big Finish (1996–2005)
Malgré l'arrêt de la série, de nombreux produits dérivés continuent de voir le jour, comme des livres, des audio ou des séries d'animation racontant de nouvelles aventures du Docteur. À la fin des années 1990, Russell T Davies, l'un des scénaristes de produits dérivés  propose un retour de la série dans une nouvelle version. Son idée est d'adapter le format à un public plus moderne avec des épisodes de 50 minutes (25 pour l'ancienne série) et en utilisant les effets numériques. L'histoire de la série s'incrusterait dans la continuité de la série classique ainsi que du film de la Fox. Ce nouveau Docteur serait accompagné d'une nouvelle compagne plus jeune et aurait une vision plus positive et fantastique. Il serait vu comme un meilleur ami, alors que la série classique lui donnait un ton professoral. La série se renommerait Doctor Who 2000. Malheureusement, pour des problèmes de droits avec la Fox, la série ne put voir le jour à cette époque.
Au début des années 2000, trois propositions de nouvelles séries pour Doctor Who sont proposées à la BBC. La première du producteur et scénariste Dan Freeman qui avait produit une série audio Doctor Who. Cette proposition se situait à la suite de la série classique et de la série audio et n'incluait pas le film de la Fox dans le canon de la série. La série audio s'achevait avec le décès du docteur en tuant son ennemi, et les pouvoirs du seigneur du temps étaient alors confiés à son dernier compagnon. La deuxième proposition de Matthew Graham se dirigeait vers un style sombre pour la nouvelle série, un style dit « gothique ». Bien que le projet ne soit pas retenu le scénariste participa activement dans plusieurs épisodes de la nouvelle série notamment avec le onzième docteur. La troisième proposition était un projet commun de Mark Gatiss, Clayton Hickman et Gareth Roberts. Cette proposition devait être un redémarrage totale de la série en placant le Docteur au second plan et le présentant comme un personnage mystérieux, vendeur d'un magasin d’antiquité. (Gatiss et Roberts ont finalement participer à l'écriture de scénario pour la future série aux côtés de Russell T Davies).

### Période Russell T Davies (2005–2010)
Finalement la BBC rappelle Russell T Davies convaincu par son projet avorté. Et en septembre 2003, la BBC annonce le retour de la série à la télévision sous le même nom que l'ancienne série. Cette nouvelle mouture, produite par le scénariste Russell T Davies et Julie Gardner de BBC Wales, constitue donc la suite directe de la série classique et du téléfilm de 1996. Les droits de diffusion sont vendus à de nombreux autres pays, dont la France. Quatre saisons de 13 épisodes chacune sont produites entre 2005 et 2008, ainsi que des épisodes spéciaux diffusés à Noël ces mêmes années.
En 2009, le programme marque une pause avec seulement quatre épisodes spéciaux (dont un double) qui concluent la saga du 10e Docteur. Celui-ci se régénère dans un cinquième épisode spécial, diffusé le jour de l'an 2010. Doctor Who revient pour une 5e saison en mai-juillet 2010. À cette occasion, Russell T Davies passe la main comme producteur à Steven Moffat, et l'acteur David Tennant à Matt Smith.

### Période Steven Moffat (2010–2017)
Steven Moffat est fan de Doctor Who depuis son enfance. Sa première contribution professionnelle à la série est un texte de prose, intitulé Continuity Errors, publié en 1996 dans l'anthologie Decalog 3 : Consequences chez Virgin Books. En 1999, il réalise le script de la suite parodique Doctor Who and the Curse of Fatal Death qui est diffusée dans le cadre du téléthon « Red Nose Day » organisé par Comic Relief. La coproductrice de cette émission était son épouse Sue Vertue.
À partir de 2004, Moffat participe à la reprise de Doctor Who, écrivant des épisodes se faisant remarquer par leur tonalité plus sombre et leur ingéniosité. Il écrit Drôle de mort et Le Docteur danse pour la saison de 2005, deux épisodes qui lui valent un prix Hugo. Dans le commentaire audio présent sur le DVD il déclare qu'il a attendu pendant quarante ans que son nom apparaisse lors du générique. Puis il écrit un épisode pour chacune des saisons suivantes : La Cheminée des temps en 2006 et Les Anges pleureurs en 2007, année durant laquelle un sondage du Doctor Who Magazine le consacra comme meilleur scénariste, et décerna le titre de meilleure histoire à l'épisode Blink, qui fut plusieurs fois récompensé. Moffat écrit également l'épisode spécial Time Crash diffusé dans le cadre du programme caritatif Children in Need cette année-là. En 2008, Moffat écrit sa deuxième histoire sur deux épisodes, intitulée Silence in the Library / Forest of the Dead (Bibliothèque des ombres 1 et 2 en français).
En mai 2008, la BBC annonce que Moffat va prendre la suite de Russell T Davies en tant que producteur exécutif et chef scénariste pour la cinquième saison, position qu'il occupe à partir de juillet 2009. C'est Moffat qui choisit de confier le rôle du onzième Docteur à Matt Smith, qui apparaît à la fin du dernier épisode de l'ère Davies dans une scène rédigée en à peu près dix minutes par Moffat. En 2013, la série fête ses 50 ans et un épisode spécial est diffusé le 23 novembre 2013 sur plus de 80 chaines de télévision à travers le monde ainsi que dans quelques salles de cinéma. Matt Smith tire sa révérence lors de l'épisode de Noël 2013, laissant sa place à Peter Capaldi, tenant du rôle de la huitième à la dixième saison. .

### Retour aux sources (2018–2022)
En 2017, Chris Chibnall succède à Moffat et Jodie Whittaker est choisie pour succéder à Capaldi, devenant ainsi la première femme à interpréter le Docteur.
Le 25 juillet 2021, après la conférence Doctor Who de la Comic-Con, Chris Chibnall annonce que la saison 13 sera dans un format d'une seule histoire tout le long de la saison. Cette saison partagera donc le format de la saison 23 de la série originelle. Le départ prochain de Chibnall et Whittaker est par la suite officialisé.

### Retour de Russell T Davies et arrivée de Disney+ (depuis 2023)
Le 24 septembre 2021, la BBC annonce le retour de Russell T Davies aux commandes de la série dès 2023. Le retour de Russell T Davies à la tête de Doctor Who, avec la participation de Bad Wolf Productions, présente un renouveau de la série pour les 60 ans de cette dernière et les saisons à venir. David Tennant a été à nouveau choisi pour succéder à Jodie Whittaker. Il avait déjà joué auparavant le Dixième Docteur et interprétera désormais le Quatorzième Docteur. Le temps en marge pour célébrer les 60 ans du programme suivi par la suite de l'acteur Ncuti Gatwa, qui remplacera le Quatorzième Docteur à partir de Noël 2023 pour devenir le Quinzième Docteur à partir de la saison 1 car le compte des saisons reprend à zéro au cours de cette nouvelle ère de la série. La série, toujours produite par la BBC, trouve un partenariat avec Disney Media Networks pour le financement de la série ainsi que pour l'exportation à l'international. Elle est diffusée sur Disney+ à l'international depuis fin 2023.

## Personnages

### Le Docteur
Le personnage du Docteur est au départ enveloppé de mystères. Son histoire se construite et évolue au cours de la série. Dans les premiers épisodes, tout ce que l’on savait sur lui était que c'était un savant excentrique d'une grande intelligence, qui combattait les injustices lors de ses voyages à travers le temps et l'espace, dans sa machine à voyager dans le temps nommée TARDIS, ce qui signifie Time And Relative Dimension In Space (Temps À Relativité Dimensionnelle Inter Spatiale dans la version française). Ce dernier est plus grand à l’intérieur qu’à l’extérieur, et, à la suite d'une défaillance de son système de camouflage, est bloqué dans l'apparence d'une cabine téléphonique de police anglaise des années 1960. Lorsque le Docteur se régénère ; le TARDIS fait de même : il change en effet son apparence intérieure et parfois même extérieure en modifiant légèrement sa structure, ou ses couleurs, sans pour autant le rendre méconnaissable.
À l'origine et jusqu'aux révélations de l’épisode Les Enfants intemporels de la saison 12, le Docteur était un Seigneur du Temps ordinaire, originaire de la planète Gallifrey. Mais à la suite de ces révélations, on apprend que le Docteur n’est pas originaire de Gallifrey et n’est pas non plus un Seigneur du Temps. En réalité, le Docteur est originaire d'une planète inconnue. Il a été trouvé seul et abandonné alors qu'il était enfant par une exploratrice, Tecteun, une Shobogan, (le peuple originel de la planète Gallifrey) au pied d'un portail décrit comme « une frontière vers une dimension ou un univers inconnu », sur une planète déserte aux confins d'une galaxie. Il est ramené sur Gallifrey par Tecteun qui devient sa mère adoptive et y grandit avec le peuple Shobogan. À la suite d'un accident mortel, l'enfant se régénérera devant Tecteun. Il est alors présenté comme l'enfant intemporel, premier être à s'être régénéré sur Gallifrey. Tecteun passera alors sa vie à tenter toutes sortes d’expériences sur son enfant adoptif dans l'espoir d'identifier l'origine de la régénération. À la suite du succès de ses recherches, elle introduira l'origine du code génétique de l'enfant intemporel dans une partie du peuple Shobogan, leur permettant à eux ainsi qu'aux générations futures d'avoir la capacité de se régénérer avec une limite fixée à 12 régénérations. Ceux-ci se feront dès lors appeler les Seigneurs du Temps. L'histoire officielle de Gallifrey sera par la suite effacée et modifiée, et la mémoire de l'enfant intemporel régulièrement effacée, expliquant pourquoi le Docteur n'a absolument aucun souvenir de cette vie antérieure, ni de toute celles qu'il a vécues par la suite. Le Docteur est donc à l'origine même des Seigneurs du temps, et il n'est  pas limité en nombre de régénérations, contrairement à ces derniers.
Sa nature extraterrestre a été progressivement révélée, au fur et à mesure que l'univers de la série était étoffé par les scénaristes. On apprend par exemple dans le premier épisode de la septième saison de la première série que le Docteur a 2 cœurs. Autre particularité, en tant que Seigneur du Temps, le Docteur possède la faculté de se régénérer quand il meurt, et de ressusciter sous une autre apparence. Cette faculté a été introduite par les scénaristes lors du départ de William Hartnell en 1966, afin de pouvoir perpétuer la série ; par la suite, la régénération est devenue un élément majeur de la série, permettant de changer d’acteur principal. Dans l’épisode The Deadly Assassin, il est dit qu'un Seigneur du Temps peut se régénérer douze fois, et peut donc avoir treize corps différents. Cette restriction est supprimée dans l'épisode de Noël 2017 L'Heure du Docteur ; actuellement, le Docteur s’est régénéré quatorze fois (quinze incarnations), bien que l'on considère Jodie Whittaker comme le « 13e Docteur » car « War Doctor » n'a pas de numéro et une autre régénération dans La Fin du voyage a dupliqué le docteur au lieu d'en donner un nouveau.
Chacune de ses incarnations a ses propres talents et caractère, tout en gardant la mémoire de ses précédentes incarnations. Il perd brièvement la mémoire après certaines régénérations.

#### Incarnation avant le premier Docteur
- Le Docteur Fugitive, jouée par Jo Martin (2020-2022/2025), doublée par France Bastoen en français.

#### Premier cycle de régénération
- Le Premier Docteur, joué par William Hartnell (1963-1966 et 1973), Richard Hurndall (1983), et David Bradley (2017 et 2022), doublé dans la nouvelle série par Patrick Donnay et Benoît Van Dorslaer en français.
- Le Deuxième Docteur, joué par Patrick Troughton (1966-1969, 1973, 1983 et 1985), doublé dans la nouvelle série par Guy Pion en français.
- Le Troisième Docteur, joué par Jon Pertwee (1970-1974, 1983, 1993), doublé dans la nouvelle série par Michel de Warzée en français.
- Le Quatrième Docteur, joué par Tom Baker (1974-1981, 1983, 1993 et 2013), doublé dans l'ancienne série par Jacques Ferrière puis dans la nouvelle série par Jean-Henri Compère en français.
- Le Cinquième Docteur, joué par Peter Davison (1981-1984, 1993, 2007 et 2022), doublé dans la nouvelle série par Frédéric Meaux et David Macaluso en français.
- Le Sixième Docteur, joué par Colin Baker (1984-1986, 1993 et 2022), doublé dans la nouvelle série par Pascal Gruselle en français.
- Le Septième Docteur, joué par Sylvester McCoy (1987-1989, 1990, 1993, 1996 et 2022), doublé dans le téléfilm par Pierre Hatet puis dans la nouvelle série par Peppino Capotondi en français.
- Le Huitième Docteur, joué par Paul McGann (1996, 2013 et 2022), doublé dans le téléfilm par Pierre-François Pistorio puis dans la nouvelle série par Simon Duprez en français.
- Le Docteur de la Guerre, joué par John Hurt (2013), doublé par Alexandre von Sivers en français.
- Le Neuvième Docteur, joué par Christopher Eccleston (2005), doublé par David Manet en français.
- Le Dixième Docteur, joué par David Tennant (2005-2010 et 2013), doublé par Frederik Haùgness (lors de sa toute première apparition) puis par David Manet en français.
- Le Dixième Docteur, seconde régénération n'ayant pas abouti à une nouvelle incarnation.
- Le Onzième Docteur, joué par Matt Smith (2010-2013 et 2014), doublé par Marc Weiss en français.

#### Second cycle de régénération
- Le Douzième Docteur, joué par Peter Capaldi (2013-2017), doublé par Philippe Résimont en français.
- Le Treizième Docteur, jouée par Jodie Whittaker (2017-2022)[14]. Elle est doublée par Marcha Van Boven en français.
- Le Docteur/Maître, joué par Sacha Dhawan (2022), doublé par Karim Barras en français, survenue lors d'une régénération forcée par le Maître dans Le Pouvoir du Docteur pour prendre possession du corps du Docteur.
- Le Treizième Docteur, incarnation du Docteur/Maître annulée par l'inversion du processus.
- Le Quatorzième Docteur, joué par David Tennant (2023), doublé par David Manet en français.
- Le Quinzième Docteur, joué par Ncuti Gatwa[15] (2023-2025), doublé par Maxime Van Santfoort en français.
- Le Seizième Docteur, jouée par Billie Piper[16] (2025-?), doublée par Géraldine Frippiat.

Dans l'épisode du cinquantenaire Le Jour du Docteur, en novembre 2013, John Hurt, doublé par Alexandre von Sivers en français, joue une incarnation surgie de la période entre le téléfilm et la deuxième série, surnommé The War Doctor (le « Docteur de la Guerre »).
D'autres acteurs jouent le Docteur dans des productions non officielles. Dans The Brain of Morbius (1976), il est suggéré que le premier Docteur n’était peut-être pas la première incarnation du Docteur, mais cette idée n'a pas été reprise avant 2020 par Chris Chibnall dans l'épisode Les Enfants intemporels. Plus tard, lors des aventures du septième Docteur, il est suggéré, que le Docteur était peut-être plus qu’un simple Seigneur du Temps. Ensuite, dans le téléfilm de 1996, le Docteur indique qu'il est à moitié humain, du côté de sa mère, ce qui contredit la série. Il avoue néanmoins dans des publications ultérieures, dont la canonicité est laissée à l’interprétation du public, que cette information était un mensonge. Dans l'épisode 5 de la saison 12 Le Contrat des Judoons, un nouveau Docteur apparaît. Étant une incarnation « inédite » du Docteur, elle vient du passé du Docteur, un passé dont elle ne se souvient pas jusqu'à l'épisode Les Enfants intemporels.
D'autres révélations concernent la famille du Docteur. Le tout premier épisode de la série, An Unearthly Child, révèle que le Docteur a une petite-fille, Susan Foreman. En 2006, dans l’épisode Londres 2012, le Docteur avoue qu'il a été père, dans le passé. En 2008, dans l’épisode La Fille du Docteur, le Docteur est cloné et devient « père » de son clone féminin Jenny (jouée par Georgia Moffett, la fille de Peter Davison et épouse de David Tennant).
Il affirme en 2005 qu'il était le dernier des Seigneurs du Temps, ce qui s'est révélé être faux par la suite. Il a affirmé également que sa planète a été détruite. Dans l'épisode Bibliothèque des ombres, deuxième partie, il s'avère que le Docteur a révélé son véritable nom à River Song, qu'il n'a pas encore rencontrée à cause de ses voyages dans le temps, mais qu'il rencontrera par la suite. Le Docteur précise aussi dans cet épisode qu'il ne peut donner son véritable nom que dans une seule occasion. De plus, dans Il était deux fois, en donnant ses directives à sa prochaine incarnation, le Douzième Docteur explique que seuls les enfants peuvent le comprendre.
Enfin, lors de l'épisode 10 de la saison 12, on apprend que le Docteur n'est en réalité pas un Seigneur / une Dame du Temps, mais l'Enfant Intemporel (The Timeless Child en VO). Un être capable de se régénérer à l'infini dont les origines exactes restent encore inconnues. Cela confirme les hypothèses faites dans The Brain of Morbius (idée d'incarnation pré-Hartnell) et de Survival (idée que le Docteur est peut-être plus qu'un Seigneur du Temps).

### Compagnons
Le Docteur partage presque toutes ses aventures avec au plus trois compagnons, et depuis 1963, plus de 35 acteurs et actrices ont joué dans ces rôles. À l’origine, les compagnons du premier Docteur étaient sa petite-fille Susan Foreman (Carole Ann Ford) et les professeurs Barbara Wright (Jacqueline Hill) et Ian Chesterton (William Russell). La seule histoire, dans l’ancienne série, où le Docteur voyage seul est The Deadly Assassin. Ces compagnons fournissent aux téléspectateurs des personnages auxquels ils peuvent s’identifier. Le Docteur voit certains le quitter, tandis que d’autres arrivent, au fil de ses aventures. Certains reviennent chez eux ou trouvent de nouvelles causes — ou amour — sur des mondes qu’ils ont visités. D'autres sont également morts durant leurs aventures.
Depuis le début de la série en 1963, il avait été évité que le Docteur ait des relations amoureuses avec l'un de ses compagnons. Ce tabou est brisé en 1996, lorsque le huitième Docteur embrasse Grace Holloway. Il arrive que des anciens compagnons réapparaissent, la plupart du temps dans des épisodes hors-saisons. Cependant, le couple formé par Sarah Jane Smith et le chien robot K-9, a fait son retour dans un épisode de 2006, plus de 20 ans après leur dernière apparition dans l’épisode anniversaire des vingt ans de la série The Five Doctors (1983). Ensuite, ces personnages ont été mis au premier plan dans une série dérivée pour la jeunesse, The Sarah Jane Adventures. La compagne suivante du docteur était Clara Oswald qui a quitté la série à la fin de la saison 9. La saison 10 (qui est la dernière de Steven Moffat) accueille une nouvelle actrice pour remplacer Jenna Coleman. Il s'agit de Pearl Mackie une jeune actrice peu connue, qui joue le rôle de Bill. Le personnage disparaissant fin de la saison 10, un nouveau devrait être introduit lors de la saison 11 diffusée au printemps 2018.
Le 22 octobre 2017, il est annoncé que Bradley Walsh, Mandip Gill et Tosin Cole seraient les compagnons du nouveau docteur, joué par Jodie Whittaker. Après la diffusion de l'épisode Spécial Nouvel An Revolution of the Daleks, il a été annoncé, en plus du départ de Bradley Walsh et Tosin Cole, l'arrivée d'un nouveau compagnon qui s'appelle Dan Lewis, interprété par John Bishop. Le 18 novembre 2022 est annoncé, lors du Children in Need, que l'actrice Millie Gibson interprètera Ruby Sunday, la première compagne du Quinzième Docteur, pendant cette nouvelle ère de Doctor Who nommé le Whoniverse.

### Ennemis
À la cération de la série, Sydney Newman veut éviter les clichés des monstres extraterrestres apparaissant très souvent dans la science-fiction. Cependant, Verity Lambert réussit à lui faire changer d'avis et ils devinrent rapidement un élément de base de Doctor Who, très apprécié par le public. Les principaux adversaires du Docteur, dans l'ancienne série, sont les Autons, les Cybermen, les Sontariens, les Zygons, les Silurians, le Wirrn, le Yéti, les Guerriers de glace, le Maître (un Seigneur du Temps ayant une soif de conquête universelle), et, les plus notables, les Daleks, avec ou sans leur créateur Davros.
Cette tradition des monstres continue avec la nouvelle série, dans laquelle sont réapparus, entre autres, les Daleks, les Cybermen, le Maître, les Autons, les Sontariens, les Guerriers de Glace, les Macras, La Grande Intelligence, les Zygons et les Silurians ainsi que de nouveaux ennemis tels que les Slitheen, les Judoons, les Anges Pleureurs, les Oods et le Silence.

#### Cybermen
Il existe deux variétés de Cybermen. Ceux de l'ancienne série et ceux apparaissant dans Tournée d'adieux et dans les deux derniers épisodes de la saison 10, L'Éternité devant soi et Le Docteur tombe sont, à l'origine, une espèce totalement organique venant de la planète Mondas, la jumelle de la Terre. Cependant, ils se sont fait implanter de plus en plus d'éléments électroniques, jusqu'à devenir des cyborgs, délaissant les sentiments pour une soif de violence. Ils sont, de plus, capables de convertir leurs prisonniers en Cybermen pour agrandir leur armée.
Quant à ceux visibles dans la nouvelle série, ils ont une autre origine : ils proviennent d'un univers parallèle où ils ont été créés à la suite d'une évolution similaire à celle ayant eu lieu sur Mondas (l'implantation de composants électroniques), mais ils n'ont aucune relation avec ceux de la première variété.

#### Daleks
Les créatures les plus emblématiques et récurrents de la série sont les Daleks. Originaires de la planète Skaro, ce sont des mutants à l'apparence de pieuvre avec un œil au centre de leur corps enfermés dans une armure mécanique en un métal appelé Dalekanium. Davros, le créateur des Daleks, est devenu un ennemi récurrent du Docteur, après avoir été introduit dans La Genèse des Daleks en 1975, un épisode où les Seigneurs du Temps envoient le Docteur dans le passé afin qu'il empêche la création des Daleks, ou du moins qu'il les rende moins dangereux. Cet épisode montre comment Davros élimine toutes leurs émotions pour en faire des machines à tuer qui répètent inlassablement leur slogan : « Exterminer ! ». Davros œuvrait au départ pour la victoire de son camp, les Kaleds, dans une guerre civile sur Skaro, mais lui et ses créatures se vouent progressivement à la destruction de toutes les autres formes de vie. Lors de son apparition dans la saison 4 de la nouvelle série, Davros ne souhaite rien de moins que « détruire la réalité »…
Au fil des saisons, le Docteur ou ses compagnons ont exterminé les Daleks plusieurs fois, mais ils sont recréés de diverses façons soit par des survivants, soit par Davros lui-même. Les Daleks sont imaginés par le scénariste Terry Nation (qui les voyait comme une représentation des nazis - d'ailleurs, dans l'épisode La Fin du voyage, on peut entendre[style à revoir] des Daleks crier leur slogan « Exterminer ! » en allemand), ainsi que par le designer Raymond Cusick de la BBC. Ils font leurs débuts dès le deuxième épisode, The Daleks (1963-1964), et leur apparition n'est pas pour peu dans l'engouement pour Doctor Who. Un timbre représentant un Dalek a même été créé en 1999.

#### Le Maître
Le Maître est un Seigneur du Temps psychopathe et diabolique. Il a cependant un statut particulier parmi les ennemis du Docteur, des liens complexes existant entre eux. Le Docteur le décrira à la fois comme son plus ancien et meilleur ami et son pire ennemi. La nature réelle de leur relation (amicale, fraternelle ou romantique) est cependant toujours inconnue et est un sujet polémique parmi les fans[réf. nécessaire].
Il apparait pour la première fois en 1971. Tout comme pour le Docteur, le rôle est joué par différents acteurs, dont le premier est Roger Delgado mais par la suite il meurt soudainement d'un accident de la route en 1973 en Turquie qui contribuera à trouver un successeur pour ce rôle. Le Maître est ensuite brièvement joué par Peter Pratt et Geoffrey Beevers, avant qu'Anthony Ainley ne prenne le rôle, et ce jusqu' en 1989. Le Maître est de retour en 1996, dans le téléfilm Le Seigneur du Temps, où il fut joué par Eric Roberts. Dans le final de la saison 3, en 2007, il a été joué par Derek Jacobi avant de prendre les traits de John Simm. Il réapparaît dans une incarnation féminine dans la saison 8, interprété par l'actrice Michelle Gomez, sous le nom de Missy. Le Maître est ainsi le troisième personnage le plus récurrent de la série (après le Docteur et le Brigadier). C'est Missy qui tue le Maître, donnant l'explication de sa régénération ; néanmoins, comme Missy et le Maître (Simm) s'entretuent dans Le Docteur tombe, — elle le poignarde et il lui tire dans le dos avec son tournevis laser — et qu'il lui a dit que ce n'était pas la peine qu'elle se régénère, l'avenir du personnage reste incertain.
Il fait finalement son retour au cours de la Saison 12 en 2020, incarné par Sacha Dhawan. Le personnage est d'abord introduit comme un agent secret du MI6 avant de révéler son identité tout à la fin du premier épisode de la saison. Il refait une apparition à la fin de cette même saison avant de disparaître de nouveau pour finalement revenir dans l'épisode final de Jodie Whittaker, diffusé lors du 100e anniversaire de la BBC. Sa place dans la timeline de la série est encore obscure, il pourrait tout aussi bien s'agir d'une incarnation passée comme future du personnage.
Lors de l'épisode Le Fabricant de Jouets (2023) diffusé à l'occasion des 60 ans de la série, il est révélé que le Fabricant de Jouets a emprisonné le Maître dans sa dent en or après qu'il a joué face à lui et perdu. À la fin, une main récupère la dent sans que l'on ne sache de qui il s'agit, ni pour quelles raisons.

## Véhicules
Dans plusieurs épisodes de la série, le Docteur est amené à utiliser plusieurs véhicules autres que le TARDIS.
- Bessie : Une voiture basée sur une série limitée de Ford E93A avec une carrosserie, couleur jaune canari, de type édouardien (époque du roi Édouard VII), utilisée dans les épisodes du Troisième Docteur (Jon Pertwee) : The Silurians, The Ambassadors of Death, Inferno, Terror of the Autons, The Mind of Evil, The Dæmons, The Time Monster, The Three Doctors, The Green Death et Planet of the Spiders. Également dans l'épisode Robot avec le Quatrième Docteur (Tom Baker), The Five Doctors, Battlefield avec le Septième Docteur (Sylvester McCoy) et Dimensions in Time, lors du 30e anniversaire de la série.
- La Whomobile : Une sorte d'aéroglisseur sur route avec un look futuriste utilisé à deux reprises par le Troisième Docteur : Invasion of the Dinosaurs et Planet of the Spiders, propriété de Jon Pertwee. Lorsque ce dernier quitta la série, il la reprit avec lui.
- Un véhicule destiné au relief montagneux autrichien : un Steyr-Daimler-Puch Haflinger 700 AP 4x4 (véhicule plateau) dans Colony in Space avec le Troisième Docteur.
- Un scooter Vespa, dans l'épisode L'Hystérique de l'étrange lucarne utilisé par le Dixième Docteur.
- Une moto Triumph Scrambler munie d'un dispositif antigravité, capable de rouler sur des surfaces verticales (La Tour Shard de Londres) dans l'épisode 6 de la Saison 7 Enfermés dans la toile avec le Onzième Docteur.

## Épisodes
La première série compte 26 saisons, diffusées sur BBC One du 23 novembre 1963 au 6 décembre 1989. Durant l’ancienne série, chaque épisode hebdomadaire formait une partie d’un arc (le terme utilisé en anglais étant serial). Ces histoires étaient donc composées de 4 à 7 épisodes dans les premières années, avant de se stabiliser à 4 épisodes. Il y a cependant des exceptions, dont The Daleks' Master Plan, qui est composé de douze épisodes, plus un épisode qui posait l’intrigue, et dans lequel ni le Docteur ni ses compagnons n'apparaissaient. Dans les autres grands arc de la série, on trouve The War Games qui est composé de 10 épisodes, et The Trial of a Time Lord qui occupe à lui seul les 14 épisodes de la Saison 23.
Les épisodes passent temporairement à 45 minutes pendant la Saison 22 (2 à 3 épisodes par arc), avant de revenir au format habituel (4 × 25) jusqu'à la fin de la série originale. Durant l'ère des deux premiers Docteur, la série comptait une quarantaine d'épisodes par saison, avec un nombre d'épisodes par histoire extrêmement variable. Les deux acteurs plutôt âgés citèrent même l'épuisement dû aux très nombreux tournages dans la cause de leur départ. Puis, à partir de l'arrivée du Troisième Docteur, les saisons passèrent à 26 épisodes et le nombre d'épisodes par histoire se stabilisa à 4 ou 6, puis 4.
Les épisodes de la première série Doctor Who sont écrits par un grand nombre de scénaristes différents parmi lesquels : Terry Nation (le créateur des Daleks), Henry Lincoln, Douglas Adams, Robert Holmes, Terrance Dicks, Dennis Spooner, Eric Saward, Malcolm Hulke, Christopher H. Bidmead, Stephen Gallagher, Brian Hayles, Chris Boucher, Marc Platt et Ben Aaronovitch.
De façon générale, et contrairement à la nouvelle série, les histoires de la série originale étaient totalement indépendantes les unes des autres, et les saisons n'étaient pas construites autour d'un fil rouge. Les seules exceptions furent la Saison 8, qui introduit le personnage du Maître qui est impliqué dans tous les épisodes, la Saison 12 qui se déroule autour d'une station spatiale en orbite autour de la Terre, la quête de la Key to Time qui occupe la Saison 16, et The Trial of a Time Lord, qui occupe toute la Saison 23, ainsi que le Gardien Blanc/Gardien Noir, qui lie quelques arc des Quatrième et Cinquième Docteur.
Si chaque saison ne compte pas de fil rouge propre, cela n'empêche pas la série d'avoir recours à des éléments récurrents ou des situations particulières. Par exemple, le propre du Troisième Docteur est d'être resté coincé sur Terre sans TARDIS pendant 3 saisons. On peut également citer le Cartmel Masterplan, nom donné par les fans à un ensemble d'allusions et de tendances dans les histoires du septième Docteur, et qui concerne à chaque fois la véritable identité de celui-ci. Il s'agissait d'un moyen trouvé par Andrew Cartmel, alors scénariste en chef de la série, pour attirer de nouveau l'attention du public. Cependant, la série était déjà condamnée et le Cartmel Masterplan ne fut jamais achevé, interrompu par l'arrêt de la série originale.
Le format des épisodes change pour la nouvelle série. Chaque saison comporte désormais 13 épisodes de 45 minutes. Certains épisodes ont leur propre histoire, tandis que d’autres sont liés à plusieurs autres épisodes. Tous les épisodes sont liés par une même histoire, un arc narratif, en arrière-plan durant la plupart des épisodes et qui n’est résolue qu'à la fin de la saison, lors du final.
En tout, 896 épisodes ont été diffusés depuis 1963, allant des épisodes de 25 minutes (le format le plus répandu) à ceux de 45 minutes, ainsi que les deux longs-métrages (The Five Doctors de 1983 et le téléfilm Le Seigneur du Temps de 1996). La durée des épisodes spéciaux de Noël, innovation de la nouvelle série, se situe entre 55 et 72 minutes.
Au départ, la nouvelle série est filmée en 576i25 en Betacam numérique en format grand-écran. On donnait alors un aspect cinéma (25p) à l'image en utilisant un convertisseur Snell & Wilcox Alchemist Platinum en post-production. Depuis l'épisode spécial Pâques de 2009 Planète Morte, la série est filmée au format HDTV 1080i et diffusée simultanément sur BBC One et BBC HD.

### Épisodes perdus
Entre 1967 et 1978, une grande partie des enregistrements sur différents formats possédés par la BBC furent détruits ou tout simplement effacés. En effet, la bande magnétique était très chère à cette époque et effacer les anciennes bandes pour les réutiliser était une pratique courante. Parmi ces enregistrements détruits, on trouvait beaucoup de vieux épisodes, notamment ceux avec les trois premiers Docteur (incarnés respectivement par William Hartnell, Patrick Troughton et Jon Pertwee). En tout, 97 des 253 épisodes réalisés durant les six premières années de la série ne sont pas dans les archives de la BBC. Cependant, la chaîne cessa d’effacer ses cassettes en 1978, et la perte des épisodes prit fin.
De nombreux épisodes sont renvoyés à la BBC, provenant des archives d’autres pays qui avaient diffusé la série. Des enregistrements télévisuels ou audio effectués par des téléspectateurs, des extraits diffusés dans d’autres émissions ainsi que des captures d'images sont également récupérés. Un des moments perdus les plus importants concerne l'épisode mettant en scène la régénération du Premier Docteur, dans la quatrième partie de l’épisode The Tenth Planet (1966). Le seul enregistrement que l’on possède de cet épisode est un film 8 mm silencieux, de très mauvaise qualité, et qui ne montre que quelques secondes de la régénération[réf. nécessaire]. Tous les épisodes mettant en scène le Troisième Docteur ont été récupérés, parfois en noir et blanc (la série était alors passée à la couleur), mais il demeure à ce jour un grand nombre d'épisodes perdus parmi les périodes du premier Docteur, et surtout celle du deuxième qui compte le plus d'épisodes manquants.
Désormais, avec l’approbation de la BBC, des efforts sont faits pour restaurer autant que possible les épisodes perdus, à partir de ce qu’il en reste. Dès le début des années 1990, la BBC a commencé à sortir des enregistrements audio de ces épisodes en cassettes et CD. Des reconstructions « officielles » ont également été commercialisées par la BBC en MP3 et sur VHS et CD-ROM, ainsi qu’en tant que bonus sur certains DVD. La BBC, en coopération avec les studios d’animation Cosgrove Hall Films puis avec ses propres studios d'animation, a reconstruit plusieurs épisodes sous forme de dessins animés ; à ce jour les épisodes reconstitués de cette façon sont : The Reign of Terror parties 4 et 5, The Tenth Planet partie 4, The Moonbase parties 1 et 3, The Ice Warriors parties 2 et 3, The Faceless Ones parties 1 à 6, The Invasion parties 1 et 4 et The Power of the Daleks en intégralité.
En avril 2006, l’émission pour enfants Blue Peter a lancé le défi de retrouver ces épisodes perdus, avec la promesse d’un Dalek grandeur nature pour les personnes y contribuant.
À la mi-décembre 2011, 2 épisodes furent retrouvés : il s'agit de l'épisode 3 de Galaxy 4 (1965) et l'épisode 2 de The Underwater Menace (1967). Un collectionneur les aurait retrouvés dans sa collection personnelle. Le 11 octobre 2013, la BBC rend disponibles sur iTunes les six parties de l'épisode The Enemy of the World (1967) et les parties 1, 2, 4, 5 et 6 de l'épisode The Web of Fear (1968), à la suite de la découverte de copies dans une station relais de télévision à Jos, au Nigéria.

### Épisodes inhabituels ou spéciaux
Plusieurs épisodes ont été diffusés hors de la diffusion saisonnière, pour marquer des anniversaires dans l'histoire de la série ou même en dehors du programme à l'occasion de téléthons. Certains épisodes ont aussi fait se rencontrer plusieurs incarnations différentes du Docteur.
- The Three Doctors, pour les dix ans de la série, avec comme son nom l'indique les trois premiers Docteur. William Hartnell, âgé et souffrant, n'apparaît que sur un écran de communication.
- The Five Doctors, un téléfilm de 90 minutes, pour les 20 ans de la série, qui réunit les 5 premiers Docteur ainsi que divers compagnons. William Hartnell, l'acteur jouant le Premier Docteur étant décédé, est remplacé par Richard Hurndall. Tom Baker, ayant quant à lui refusé de participer, n’apparaît que dans de courts clips issus d'un épisode non diffusé, Shada.
- Dimensions in Time, un épisode (non-canonique) de 13 minutes pour les 30 ans (donc entre l'arrêt de la première série et le commencement de la nouvelle), qui réunit tous les acteurs encore en vie (du 3e inclus au 7e) ainsi que de nombreux compagnons. On y trouve également un cross-over avec une autre série britannique, EastEnders. Cet épisode fait partie des programmes en 3D diffusés alors par la BBC, et le procédé utilisé afin de rendre l'image en 3D étant obtenu grâce à des lunettes qui possédaient un verre plus foncé, les téléspectateurs ne possédant pas ces lunettes n'étaient pas pénalisés, puisque l'image restait excellente.
- Le Jour du Docteur, un épisode spécial pour le 50e anniversaire de la série. Il fut diffusé en simultané dans de nombreux pays le même jour, le 23 novembre 2013, et dans certaines salles en 3D. Cet épisode réunit principalement trois incarnations du Docteur : David Tennant, Matt Smith et John Hurt. Tom Baker et Peter Capaldi apparaissent également à la fin de l'épisode. Les précédentes incarnations du Docteur apparaissent également dans des clips d'anciens épisodes. Jenna Coleman, Billie Piper et Jemma Redgrave reprennent aussi leur rôle.
- Le Pouvoir du Docteur, un épisode spécial diffusé à l'occasion du 100e anniversaire de la BBC, mettant en scène la fin de l'ère de Jodie Whittaker, le 13e Docteur, ainsi que la fin de Chris Chibnall en tant que Showrunner de la série avant de laisser sa place à Russell T Davies revenant pour le 60e Anniversaire et la saison 1 du reset de 2023. Cet épisode est également la 300e histoire de la série depuis 1963 et marque le retour de nombreux compagnons ainsi que les Docteurs de Peter Davison, Colin Baker, Sylvester McCoy, Paul McGann, David Bradley et Jo Martin. De plus, à la fin de l'épisode, David Tennant revient également mais en tant que Quatorzième Docteur.
- La Créature Stellaire, Aux Confins de l'Univers et Le Fabricant de Jouets, 3 épisodes spéciaux diffusé à l'occasion du 60e anniversaire de la série, mettant en scène le retour de David Tennant dans le rôle, cette fois-ci, du Quatorzième Docteur, avant l'arrivée du Quinzième Docteur interprété par Ncuti Gatwa, ainsi que le retour de Donna Noble toujours interprétée par Catherine Tate. Ces épisodes mettront en avant le retour du Fabricant de Jouets qui n'était pas revenu depuis The Celestial Toymaker en 1966 mais aussi la première apparition à l'écran de Beep The Meep et des Guerriers Wrath, créatures apparues uniquement dans le comic The Star Beast. D'anciens personnages apparaissent également comme Mel Bush, Kate Stewart et Wilfred Mott au cours de ces 3 épisodes.

En 1999, un autre épisode spécial, Doctor Who and the Curse of The Fatal Death (Doctor Who et la malédiction de la mort fatale), fut diffusé à l'occasion du Red Nose Day, le Téléthon britannique. Cet épisode parodique de 29 minutes fut écrit par Steven Moffat, son premier scénario pour la série - Moffat écrivit ensuite pour la nouvelle série, à plusieurs reprises, avant d'en devenir le showrunner à partir de la saison 5. Le Docteur y est d'abord joué par Rowan Atkinson, puis l'épisode montre toute une suite de régénérations, interprétées par Richard E. Grant, Jim Broadbent, Hugh Grant, et enfin Joanna Lumley.
Juste après le dernier épisode de la Saison 1 (À la croisée des chemins), le 18 novembre 2005, un minisode de 7 minutes (Doctor Who : Born Again) fut diffusé, à l'occasion de l'évènement caritatif Children in Need. Ce minisode permit, entre autres, de faire la liaison entre la Saison 1 et l'épisode spécial Noël et de faire découvrir un peu plus le Dixième Docteur, David Tennant. Le 16 novembre 2007, un épisode semblable, nommé Time Crash et écrit par Steven Moffat, montra la rencontre entre le Cinquième Docteur (Peter Davison) et le Dixième Docteur (David Tennant). Pour la première fois dans une de ces rencontres, l'incarnation la plus récente garde le souvenir de l'incident. Le 27 juillet 2008, l'expérience est renouvelée avec un nouveau minisode de 7 min 30 s, nommé Music of the Spheres.
Depuis son retour en 2005, Doctor Who propose chaque année un épisode spécial pour Noël un peu plus long qu'un épisode normal de saison : L'Invasion de Noël (2005) ; Le Mariage de Noël (2006) ; Une croisière autour de la Terre (2007) ; Cyber Noël (2008) ; Le Fantôme des Noëls passés (2010) ; Le Docteur, la Veuve et la Forêt de Noël (2011) ; La Dame de glace (2012) ; L'Heure du Docteur (2013), Douce Nuit (2014), Les Maris de River Song (2015), Le Retour du Docteur Mysterio (2016) et Il était deux fois (2017). À partir de 2019, les épisodes de Noël sont changés en spéciaux de Nouvel An : Résolution (2019) et La Révolution des Daleks (2021). Tous durent entre 60 et 72 minutes. Par ailleurs en 2009, quatre épisodes spéciaux furent diffusés au lieu d'une série complète : Planète morte, La Conquête de Mars, et La Prophétie de Noël (1/2), puis La Prophétie de Noël (2/2) le jour de l'an 2010, marquant la fin de l'ère Davies/Tennant. Cela est renouvelé en 2022 avec trois épisodes spéciaux : Le Réveillon des Daleks, La Légende des Démons des Mers et Le Pouvoir du Docteur.
À partir de 2023, dans l'ère du Whoniverse, 3 épisodes spéciaux sont diffusés à l'occasion du 60e anniversaire de la série mais signe, également, le retour des épisodes diffusés à l'occasion des fêtes de Noël : L'église de Ruby Road (2023) ; JOY-eux Noël (2024)...
Hormis tous ces épisodes spéciaux joués avec de vrais acteurs, d'autres ont été créés en animation, tels que Scream of the Shalka en 2003, d'une durée de 60 minutes (ou 6 x 10 min), épisode célébrant les 40 ans de la série et mettant en vedette un 9e Docteur alternatif (ou Docteur Shalka pour ne pas le confondre avec le réel Neuvième Docteur de Christopher Eccleston) incarné par Richard E. Grant ; The Infinite Quest en 2007, d'une durée de 45 minutes (ou 13 x 3 min 30 s) et Dreamland en 2008, d'une durée de 42 minutes (ou 7 x  6 min), tous deux avec le Dixième Docteur.

## Diffusions et audiences

### Royaume-Uni

#### Première série (1963–1989)
Doctor Who est toujours diffusé sur la chaîne principale de la BBC, BBC One, attirant plusieurs millions de téléspectateurs. La série est à son niveau le plus populaire vers la fin des années 1970, avec une audience d'environ 12 millions de personnes. Sur BBC One, la série ne descendit jamais en dessous de la barre des 3 millions de téléspectateurs (lors d'une première diffusion). Cependant, à la fin des années 1980, même des audiences variant entre 3 et 5 millions étaient considérées comme médiocres et contribuèrent à l'arrêt de la série en 1989.
| Première Série (1963-1989) | Première Série (1963-1989) | Première Série (1963-1989) | Première Série (1963-1989) | Première Série (1963-1989) | Première Série (1963-1989)     |
| Saison                     | Nombre d’épisodes          | Diffusion originale        | Diffusion originale        | Diffusion originale        | Diffusion originale            |
| Saison                     | Nombre d’épisodes          | Années                     | Début de saison            | Fin de saison              | Audience moyenne (en millions) |
| -------------------------- | -------------------------- | -------------------------- | -------------------------- | -------------------------- | ------------------------------ |
| 1                          | 42                         | 1963-1964                  | 23 novembre 1963           | 12 septembre 1964          | 8,08                           |
| 2                          | 39                         | 1964-1965                  | 31 octobre 1964            | 24 juillet 1965            | 10,46                          |
| 3                          | 45                         | 1965-1966                  | 11 septembre 1965          | 16 juillet 1966            | 7,65                           |
| 4                          | 43                         | 1966-1967                  | 10 septembre 1966          | 1er juillet 1967           | 7,08                           |
| 5                          | 40                         | 1967-1968                  | 2 septembre 1967           | 1er juin 1968              | 7,23                           |
| 6                          | 44                         | 1968-1969                  | 10 août 1968               | 21 juin 1969               | 6,38                           |
| 7                          | 25                         | 1970                       | 3 janvier 1970             | 20 juin 1970               | 7,17                           |
| 8                          | 25                         | 1971                       | 2 janvier 1971             | 19 juin 1971               | 7,96                           |
| 9                          | 26                         | 1972                       | 1er janvier 1972           | 24 juin 1972               | 8,30                           |
| 10                         | 26                         | 1972-1973                  | 30 décembre 1972           | 23 juin 1973               | 8,87                           |
| 11                         | 26                         | 1973-1974                  | 15 décembre 1973           | 8 juin 1974                | 8,78                           |
| 12                         | 20                         | 1974-1975                  | 28 décembre 1974           | 10 mai 1975                | 10,00                          |
| 13                         | 26                         | 1975-1976                  | 30 août 1975               | 6 mars 1976                | 10,14                          |
| 14                         | 26                         | 1976-1977                  | 4 septembre 1976           | 2 avril 1977               | 11,09                          |
| 15                         | 26                         | 1977-1978                  | 3 septembre 1977           | 11 mars 1978               | 8,98                           |
| 16                         | 26                         | 1978-1979                  | 2 septembre 1978           | 24 février 1979            | 8,61                           |
| 17                         | 26                         | 1979-1980                  | 1er septembre 1979         | 12 janvier 1980            | 11,22                          |
| 18                         | 28                         | 1980-1981                  | 30 août 1980               | 21 mars 1981               | 5,82                           |
| 19                         | 26                         | 1982                       | 4 janvier 1982             | 31 mars 1982               | 8,47                           |
| 20                         | 22                         | 1983                       | 3 janvier 1983             | 16 mars 1983               | 6,75                           |
| Spécial 20 ans             | 1                          | 1983                       | 25 novembre 1983           | 25 novembre 1983           | 7,70                           |
| 21                         | 24                         | 1984                       | 5 janvier 1984             | 30 mars 1984               | 7,14                           |
| 22                         | 13                         | 1985                       | 5 janvier 1985             | 30 mars 1985               | 7,12                           |
| 23                         | 14                         | 1986                       | 6 septembre 1986           | 6 décembre 1986            | 4,81                           |
| 24                         | 14                         | 1987                       | 7 septembre 1987           | 7 décembre 1987            | 4,94                           |
| 25                         | 14                         | 1988-1989                  | 5 octobre 1988             | 4 janvier 1989             | 5,34                           |
| 26                         | 14                         | 1989                       | 6 septembre 1989           | 6 décembre 1989            | 4,15                           |

#### Téléfilm (1996)
En 1996, le téléfilm Le Seigneur du Temps avec la huitième incarnation du Docteur a rassemblé 9,08 millions de téléspectateurs britanniques et 5,6 millions aux États-Unis. Conçu initialement pour relancer la série en collaboration avec les États-Unis, ses relativement faibles audiences n’ont pas permis la résurrection de la série à l’époque.
| Téléfilm (1996) | Téléfilm (1996) | Téléfilm (1996)                | Téléfilm (1996) | Téléfilm (1996)                | Téléfilm (1996) | Téléfilm (1996) |
| Téléfilm        | Diffusions      | Diffusions                     | Diffusions      | Diffusions                     | Diffusions      | Diffusions      |
| Téléfilm        | Royaume-Uni     | Royaume-Uni                    | États-Unis      | États-Unis                     | Canada          | France          |
| --------------- | --------------- | ------------------------------ | --------------- | ------------------------------ | --------------- | --------------- |
| Téléfilm        | Date            | Audience moyenne (en millions) | Date            | Audience moyenne (en millions) | 12 mai 1996     | 18 mars 1997    |
| Téléfilm        | 27 mai 1996     | 9,08                           | 14 mai 1996     | 5,60                           | 12 mai 1996     | 18 mars 1997    |

#### Deuxième série (2005–2022)
La diffusion sur BBC One de l'épisode Rose, le premier de la nouvelle série, en 2005, attira une audience moyenne : 10,81 millions de téléspectateurs, soit le 3e programme le plus regardé sur BBC One cette semaine-là et le septième sur toutes les chaînes. L'épisode le plus regardé de Doctor Who à ce jour depuis sa reprise en 2005 est Une Croisière autour de la Terre, avec un score de 13,31 millions de téléspectateurs, ce qui fait de cet épisode le deuxième programme le plus regardé de l'année 2007 en Grande-Bretagne. Auparavant, l’épisode City of Death diffusé en 1979 détenait la plus forte audience avec une moyenne de 14,5 millions de téléspectateurs. Cette forte audience était due à une grève de la chaîne concurrente, ITV. Le Jour du Docteur, épisode marquant les 50 ans de la série, détient le record de la plus large diffusion mondiale en simultané d'une série télévisée. L'épisode est diffusé dans 94 pays et réuni 77 millions de téléspectateurs.
| Seconde Série (2005-2022) | Seconde Série (2005-2022) | Seconde Série (2005-2022) | Seconde Série (2005-2022) | Seconde Série (2005-2022) | Seconde Série (2005-2022)      |
| Saison                    | Nombre d’épisodes         | Diffusion originale       | Diffusion originale       | Diffusion originale       | Diffusion originale            |
| Saison                    | Nombre d’épisodes         | Années                    | Début de saison           | Fin de saison             | Audience moyenne (en millions) |
| ------------------------- | ------------------------- | ------------------------- | ------------------------- | ------------------------- | ------------------------------ |
| 1                         | 13                        | 2005                      | 26 mars 2005              | 18 juin 2005              | 7,95                           |
| 2                         | 14                        | 2005-2006                 | 25 décembre 2005          | 8 juillet 2006            | 7,87                           |
| 3                         | 14                        | 2006-2007                 | 25 décembre 2006          | 30 juin 2007              | 7,68                           |
| 4                         | 14                        | 2007-2008                 | 25 décembre 2007          | 5 juillet 2008            | 8,42                           |
| Spéciaux (2008-2010)      | 5                         | 2008-2010                 | 25 décembre 2008          | 1er janvier 2010          | 11,50                          |
| 5                         | 13                        | 2010                      | 3 avril 2010              | 26 juin 2010              | 7,73                           |
| 6                         | 14                        | 2010-2011                 | 25 décembre 2010          | 1er octobre 2011          | 7,84                           |
| 7                         | 15                        | 2011-2013                 | 25 décembre 2011          | 18 mai 2013               | 7,83                           |
| Spéciaux (2013)           | 2                         | 2013                      | 23 novembre 2013          | 25 décembre 2013          | 11,97                          |
| 8                         | 12                        | 2014                      | 23 août 2014              | 8 novembre 2014           | 7,26                           |
| 9                         | 14                        | 2014-2015                 | 25 décembre 2014          | 25 décembre 2015          | 6,31                           |
| 10                        | 14                        | 2016-2017                 | 25 décembre 2016          | 25 décembre 2017          | 5,80                           |
| 11                        | 11                        | 2018-2019                 | 7 octobre 2018            | 1er janvier 2019          | 7,88                           |
| 12                        | 11                        | 2020-2021                 | 1er janvier 2020          | 1er janvier 2021          | 5,47                           |
| 13                        | 6                         | 2021                      | 31 octobre 2021           | 5 décembre 2021           | 4,95                           |
| Spéciaux (2022)           | 3                         | 2022                      | 1er janvier 2022          | 23 octobre 2022           | 4,38                           |

La nouvelle série est diffusée en Allemagne (Pro 7), Australie (ABC), Autriche (Pro 7), Belgique (La Deux), au Brésil (TV Cultura), Canada (CBC et Ztélé depuis la saison 3 au Québec), en Corée du Sud (KBS2 (doublé en Coréen), FOX (sous-titré)), au Danemark (Danmarks Radio), aux États-Unis (Sci Fi Channel (1re série), PBS (2e série), BBC America (2e série), en Finlande (TV2), France (1re série : TF1 (2e série : France 4 et NRJ12 à partir de la Saison 12 en 2020, Réunion 1re en 2008 uniquement pour La Réunion), Grèce (Skai TV), à Hong Kong (ATV World), en Hongrie (COOL TV), Irlande (TV3), Israël (Yes Stars 2), Italie (Jimmy), au Japon (BS-2), en Malaisie (Astro Network), aux Pays-Bas (NED 3), en Nouvelle-Zélande (Prime TV), Norvège (NRK), Pologne (TVP 1), au Portugal (SIC Radical), Roumanie (TVR), Russie (STS TV), Suède (SVT), Suisse (Pro 7), Thaïlande (Channel 7 et BBC Entertainment) et Turquie (Cine5).

#### Troisième série (depuis 2023)
Suite à un accord entre la BBC et Disney+, les nouveaux épisodes à partir des 60 ans et des saisons à venir, seront diffusés sur la plateforme de streaming pour le monde entier à partir de 2023. Les épisodes spéciaux des 60 ans bénéficient d'une diffusion à un horaire correcte pour le peuple britannique a contrario de la Saison 1 qui, elle, se calibre sur un horaire américain ; diffusé à 20 h la veille aux États-Unis pour être disponible sur BBC iPlayer à minuit le lendemain et 1h du matin sur Disney+ en France (causé par le décalage horaire) avant d'être modifié pour la diffusion de la Saison 2 pour passer à 8h sur BBC iPlayer et 9h du matin sur Disney+ en France (causé par le décalage horaire). Provoquant, malheureusement, une moyenne d'audiences pour les saisons 1 et 2 les plus basse de la série jamais enregistrée. À titre de comparaison, la saison possédant l'audience la plus basse était la Saison 26 en 1989 avec 4,15 millions de téléspectateurs en moyenne.
| Troisième Série (depuis 2023) | Troisième Série (depuis 2023) | Troisième Série (depuis 2023) | Troisième Série (depuis 2023) | Troisième Série (depuis 2023) | Troisième Série (depuis 2023)  |
| Saison                        | Nombre d’épisodes             | Diffusion originale           | Diffusion originale           | Diffusion originale           | Diffusion originale            |
| Saison                        | Nombre d’épisodes             | Années                        | Début de saison               | Fin de saison                 | Audience moyenne (en millions) |
| ----------------------------- | ----------------------------- | ----------------------------- | ----------------------------- | ----------------------------- | ------------------------------ |
| Spéciaux (2023)               | 3                             | 2023                          | 25 novembre 2023              | 9 décembre 2023               | 7,20                           |
| 1                             | 9                             | 2023-2024                     | 25 décembre 2023              | 22 juin 2024                  | 4,13                           |
| 2                             | 9                             | 2024-2025                     | 25 décembre 2024              | 31 mai 2025                   | 3,48                           |

### France
L'une des premières mentions de Doctor Who en français se trouve dans le livre 50 questions sur les robots, édité par Hemma en 1984. Les Daleks illustrent la question Les robots sont-ils dangereux ? Les Cybermen y sont l'exemple du cyborg tandis que K-9 est celui de l'animal domestique robotisé.
En 1986, Alain Carrazé, producteur exécutif du magazine Temps X, tente d'intéresser TF1 dans l'achat de Doctor Who. Il convainc la chaîne de le laisser faire un documentaire sur la série. En mai, Une équipe de tournage de Temps X visite les studios de la BBC pour tourner Who is Who, un reportage de 16 minutes sur la série, interviewant les acteurs et l'équipe pendant le tournage de l'épisode 7B autour de l'arc narratif de la saison 23 The Trial of a Time Lord (ou Mindwarp) ; ainsi que des fans au magasin spécialisé Forbidden Planet à Londres.
L'accord avec la BBC était compliqué car la série n'avait aucune piste sonore internationale. Aucune piste sonore contenant seulement la musique et les bruitages sur laquelle le dialogue pouvait être ajouté n'existait (comme c'est le cas d'habitude pour toutes les séries de télévision destinées à des ventes internationales). Le doublage devait donc être total. Pour le mixage, il fallait identifier la musique, localiser et rechercher dans les placards du BBC Radiophonic Workshop et refaire quelques nouveaux effets sonores avant de mettre un seul mot français dessus. Tout cela coûtant beaucoup plus cher qu'un doublage habituel.
En février 1987, malgré les efforts d'Alain Carrazé, après l'avoir achetée, TF1 ne se décide pas à diffuser la série. Les épisodes doublés en français dorment dans un placard. Lors de son voyage, un représentant de la BBC avait remis à Alain Carrazé, une valise remplie de produits dérivée de la série. Ce dernier rencontre la nouvelle direction de TF1 alors privatisée et leur montre tout le merchandising généré par Doctor Who en Grande-Bretagne. Le fait de pouvoir faire de l'argent convainc TF1 de diffuser la série.
En France, la série devait être diffusée pour la première fois en 1987 sous le titre Docteur Who dans l'émission Temps X sur TF1, mais suite à l’arrêt de l'émission la même année, le doublage de la série a été abandonné après le sixième arc, soit 26 épisodes de vingt minutes. Finalement les cinq premiers épisodes de vingt minutes de l'arc La Genèse des Daleks ont été diffusées dans un premier temps à 9 h sur TF1 dans l'édition de dimanche du Club Dorothée. La diffusion a eu lieu du 19 février 1989 au 19 mars 1989 avant d'être annulée. Les autres arcs sont diffusés à 6 heures 30 du matin les samedi et dimanche matin, du 8 avril 1989 au 17 juin 1989, sans que ce soit dans le cadre d'une émission particulière. De plus, la série n'a pas été diffusée dans l'ordre chronologique.
Le téléfilm Le Seigneur du Temps, diffusé au départ le 27 mai 1996 au Royaume-Uni, a eu droit à une version française diffusé le 18 mars 1997 sur France 2.
La deuxième série est quant à elle diffusée à partir du 5 novembre 2005 sur France 4, puis par la suite, à partir du 9 mai 2015 sur Disney XD (uniquement aux États-Unis et au Royaume-Uni). Jusqu'en 2019, où la suppression était envisagée de France 4, sa chaîne de diffusion initiale de la seconde série qui était prévue pour le 9 août 2020.
Huit novélisations traduites en français par les Éditions Garancière seront publiés, avec les photos des Bogdanoff et la phrase « Igor et Grichka Bogdanoff présente ». Entre-temps Temps X disparaît. Afin d'amortir l'achat et surtout le doublage onéreux réalisé, la série doit être programmée. Elle sera finalement diffusée sous le titre Docteur Who dans Dorothée dimanche à partir du 12 mars 1989 à 9 h 0 sur TF1. Cette dernière a commencé la diffusion de la série avec les aventures du quatrième Docteur (Tom Baker). Mais les audiences étant trop faibles, la chaîne diffusera le reste des épisodes les samedis et dimanches à 6 h 30 du matin jusqu'au 24 juin 1989
. Les 26 épisodes diffusés passeront totalement inaperçus.
En 2020, dont également entre temps déjà assurée l'année précédente par SYFY en 2019 à la télévision en raison du changement de ligne éditoriale de France 4, la série est aussi reprise par la plateforme de streaming france.tv, appartenant au même groupe.
Depuis l'annonce de la fin incertaine prévue de la chaîne, elle est diffusée sur SYFY depuis le 19 mai 2019. La série est également diffusée en France depuis janvier 2021 sur Pluto TV. À partir de la Saison 12, la série est diffusée sur france.tv uniquement pour cette saison en 2020 avant d'être finalement diffusé sur NRJ12 en novembre de la même année où elle fût également entre-temps diffusée en rattrapages sur Netflix jusqu'en septembre 2020 et Prime Video jusqu'au 14 mai 2024, la série est toutefois revenue, grâce à un nouvelle accord de diffusion, sur la plateforme quelques semaines plus tard.
Durant l'été 2020, la chaîne NRJ12 diffuse la série à partir de la Saison 5 et finit par diffuser la saison 12, le 22 novembre 2020, pour la première fois à la télé après sa diffusion sur la plateforme de streaming france.tv et puis également rediffusé sur SYFY en novembre 2021. Le 31 août 2022, la Saison 13 sera aussi diffusé en français pour la première fois depuis sa diffusion sur la BBC One.
La troisième série est diffusée depuis novembre 2023 sur Disney+.

### Canada
Au Canada, elle est diffusée depuis le 4 avril 2005 sur le réseau CBC puis à partir de la cinquième saison en 2009 sur Space.
Au Québec, elle est diffusée depuis le 3 janvier 2006 sur Ztélé sous le titre Doctor Who, et disponible sur ICI TOU.TV sous le titre Docteur Who. La série est également diffusée sur la plateforme de streaming Disney+ depuis 2023.

## Musique

### Thème principal
L'enregistrement radiophonique de 1963 du thème de Doctor Who est reconnu comme une pièce importante et innovante de la musique électronique. D'ailleurs, Doctor Who est la première série télévisée au monde à posséder un thème entièrement réalisé avec des instruments électroniques. Le thème original est composé par Ron Grainer (qui a réalisé également le générique de Coronation Street) et réalisé par Delia Derbyshire, avec le BBC Radiophonic Workshop, et l'assistance de Dick Mills. Un arrangement plus moderne et dynamique de ce thème est composé par Peter Howell pour la saison 18 (1980). Celui-ci est remplacé par la composition de Dominic Glynn pour les quatorze épisodes The Trial of a Time Lord (1986) de la saison 23. Keff McCulloch fournit un nouvel arrangement pour le septième Docteur : cette dernière interprétation dura de la saison 24 (1987) jusqu'à l'arrêt de la série, en 1989. Cependant, lors du téléfilm de 1996, Le Seigneur du Temps, c'est un nouveau thème qui est utilisé, composé par John Debney, mais toujours basé sur celui de Ron Grainer, même si ce dernier n'est pas crédité. C’est d’ailleurs l’une des partitions utilisées depuis le plus longtemps dans l'histoire de l’audiovisuel anglais. Pour la nouvelle série, Murray Gold réalise depuis 2005 plusieurs arrangements symphoniques successifs, tous basés sur le thème original électronique de 1963, avec de nouveaux éléments.
Pink Floyd s'inspire du thème de la série sur le morceau One of these days datant de 1971. Segun Akinola succède à Murray Gold pour la composition des thèmes à partir de la Saison 11 de Doctor Who. Murray Gold revient en tant que compositeur, après avoir travaillé pour la série entre 2005 et 2017, pour le 60e anniversaire de la série en 2023 et les saisons à venir.
Voici une liste non exhaustive des compositeurs, selon leurs périodes restantes :
- Période Patrick Troughton (1966-1969) : Dudley Simpson
- Période Jon Pertwee (1970-1974) : Dudley Simpson, Carey Blyton, Tristram Cary.
- Période Tom Baker (1974-1981) : Dudley Simpson, Carey Blyton, Geoffrey Burgon jusqu’à la fin de la saison 17, ou Dudley Simpson (principal compositeur) se fera remplacer par Peter Howell, Paddy Kingsland et Roger Limb pour la saison 18.
- Période Peter Davison (1982-1984) : Peter Howell, Paddy Kingsland, Roger Limb, Malcolm Clarck, Jonathan Gibbs.
- Période Colin Baker (1984-1986) : Malcolm Clarke, Jonathan Gibbs, Peter Howell. Trial of the Timelord: Dominic Glynn, Malcolm Clarke, Richard Hartley.
- Période Sylvester McCoy (1987-1989) : Keff McCulloch, Dominic Glynn, Mark Ayres.
- Téléfilm avec Paul McGann (1996) : John Debney, Louis Serbe et John Sponsler.
- Période Christophe Eccleston (2005) : Murray Gold
- Période David Tennant (2005-2010) : Murray Gold
- Période Matt Smith (2010-2013) : Murray Gold
- Période Peter Capaldi (2013-2017) : Murray Gold
- Période Jodie Whittaker (2017-2022) : Segun Akinola
- Période David Tennant (2023) : Murray Gold
- Période Ncuti Gatwa (2023-2025) : Murray Gold
- Période Billie Piper (depuis 2025) : ...

### Effets sonores
Doctor Who étant une série de science-fiction, cela implique la création de beaucoup de sons, même si certains sont assez communs (comme une foule, des chevaux, ou des bruits de jungle) et n'eurent pas besoin d'être recréés, puisqu'ils sont pris à partir d'enregistrements déjà existants. Puisque la série commence plusieurs années avant l'arrivée en masse des synthétiseurs, la plupart des équipements destinés à créer des effets sonores électroniques sont modifiés par le BBC Radiophonic Workshop, et ce jusqu'au début des années 1970. La plupart des sons de la série durant les années 1960 sont créés par Brian Hodgson, du BBC Radiophonic Workshop. Il travaille sur la série depuis ses débuts jusqu'au milieu de la période de Jon Pertwee (troisième Docteur), au début des années 1970. Il est remplacé par Dick Mills. Hodgson a créé des centaines de sons, allant du pistolet laser aux dinosaures. On peut[style à revoir] cependant affirmer que les plus remarquables de ses créations ne sont autre que le bruit du TARDIS lorsqu'il se déplace, ainsi que de la voix métallique des Daleks.
Le bruit du TARDIS est créé par Hodgson en grattant avec les clés de sa maison les cordes d'un vieux piano, et en jouant le son enregistré à l'envers. La voix des Daleks a, pour sa part, été créée en jouant avec des voix enregistrées, en les amplifiant après les avoir passées dans un appareil spécial.

## Accueil

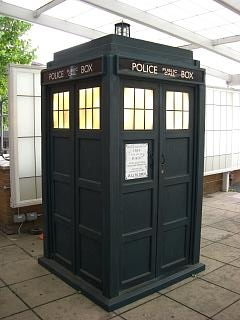
Le TARDIS, symbole de la série et du voyage dans le temps.

La série devient très rapidement une institution au Royaume-Uni, alors qu'en France elle a connu une diffusion chaotique, et un succès plus mitigé. Mary Whitehouse, une militante pour la morale et la décence, se plaignit plusieurs fois auprès de la BBC, dans les années 1970 en raison des éléments effrayants et violents. Cependant le programme continua à devenir de plus en plus populaire, surtout auprès des enfants. Durant la deuxième saison de Jon Pertwee (troisième Docteur), dans l'épisode Terror of the Autons (1971), les images de poupées meurtrières tuant des innocents marquèrent la capacité de Doctor Who à effrayer les plus jeunes. L'image d'enfants terrifiés s'abritant derrière un canapé pendant les moments les plus effrayants de Doctor Who fait passer l'expression behind the sofa (« derrière le canapé ») dans le langage courant.
En 1972, une enquête de la BBC montre que Doctor Who était la série la plus violente alors produite par la BBC. Cependant, cette même enquête trouva que seulement 3 % des téléspectateurs interrogés trouvaient le programme inapproprié à être regardé en famille. L'image du TARDIS, le vaisseau du Docteur, est rapidement devenue très attachée à la série. En 1996, la BBC fit du TARDIS une marque déposée, pour toute utilisation commerciale. En 1998, la police s'opposa à cette marque déposée. Finalement, la BBC la garda, puisqu'il fut décidé que l'image de la cabine de police était plus attachée à Doctor Who qu'à la police.
La nouvelle série devient une pièce centrale de la grille de la chaîne BBC One et BBC HD. En 2000, la série est classée troisième du classement de Les 100 meilleurs programmes de la télévision britannique à la suite d'un sondage organisé par le British Film Institute auprès d'un panel de professionnels afin de déterminer les meilleurs programmes de la télévision britannique. En 2007, la journaliste du Times Caitlin Moran décrivit Doctor Who comme « la quintessence de l'être britannique ».

## Adaptations

### Films
Il y a deux films Dr Who au cinéma : Dr. Who et les Daleks en 1965 et Les Daleks envahissent la Terre en 1966. Tous les deux étaient essentiellement des remakes d'histoires déjà existantes dans la série, tout en changeant de nombreux concepts de la série. Dans ces films, Peter Cushing joue un scientifique humain nommé Dr Who, qui voyage avec ses deux petites-filles dans une machine à voyager dans le temps qu'il a inventée. Au vu de cela et de nombreux autres changements, contredisant les évolutions postérieures de la série, ces films ne sont pas considérés comme étant dans la continuité de la série, bien que l'interprétation de Peter Cushing fut reprise dans des bandes-dessinées et des livres, qui concilient les films et la série.
Un troisième film, The Chase, également adapté d'un épisode de la série, fut prévu, où le personnage du Doctor Who était repris. Cependant, le projet est annulé, à la suite de l'échec commercial du deuxième film au box-office américain.

### Téléfilm
En 1996, le producteur Philip Segal espérait relancer la série en la produisant aux États-Unis. La seule chaîne portant un minimum d'intérêt à la série est la Fox, mais cette dernière n'était prête à produire qu'un seul téléfilm. Pensant que le potentiel succès du film pousserait la Fox à réviser son point de vue, le téléfilm n'a malheureusement pas eu beaucoup de succès aux États-Unis, et le projet d'une nouvelle série Doctor Who s'interrompt, malgré une forte audience au Royaume-Uni.
Ce téléfilm, réalisé par Geoffrey Sax, nous montre brièvement le Septième Docteur de Sylvester McCoy, pour faire le lien avec la première série s'étant terminé en 1989, puis mène vers le Huitième Docteur de Paul McGann. Au cours du téléfilm, le Docteur doit déjouer les plans du Maître, interprété par Eric Roberts, qui s'apprête à détruire le monde lors du passage au IIIe millénaire à San Francisco.
Ce fut l'unique apparition télé du Huitième Docteur de Paul McGann. Il est néanmoins revenu dans de nombreuses histoires écrites ou aventures audios mais également dans le minisode The Night of the Doctor écrit par Steven Moffat, diffusé le 14 novembre 2013, à l'occasion du 50e anniversaire de la série qui montre le Huitième Docteur se régénéré en Docteur de la Guerre (John Hurt), incarnation cachée et refoulée par le Docteur lui-même. Paul McGann fait une nouvelle apparition lors de l'épisode spécial Le Pouvoir du Docteur diffusé le 23 octobre 2022 à l'occasion du 100e anniversaire de la BBC et marquant également la fin de l'ère du Treizième Docteur.

### Audios
En 1996, des fans de Doctor Who ayant déjà produit quelques audios de la série sans licence fondent la société Big Finish Productions. Celle-ci obtient en 1999 de la BBC le droit de créer de nouvelles aventures audio s'insérant dans l'ancienne série. Leur droit pour produire des audios sur l'univers de Doctor Who s'étends jusqu'au 31 mars 2030.
Depuis, Big Finish a produit des centaines d'audios, et dont beaucoup comportent des personnages inédits. Ces audios sont de véritables épisodes joués par un casting incluant, la plupart du temps des acteurs ayant joué dans Doctor Who, même si certains audios sont des histoires racontés par une voix off.
Ils se répartissent dans les collections suivantes :
- Le « Main Range »[41] : Très longue série d'audios de 275 histoires différentes (pour un total de 347 audios), anciennement nommé « The Monthly Adventures » ayant été publié de 1999 à 2021 comprenant uniquement les Cinquième, Sixième, Septième et Huitième Docteur jusqu'à l'arrivée des différents coffrets audios pour chaque Docteurs de façon individuel.
- « Doctor Who: The Classic Series »[42] : Catégorie comprenant les aventures des Docteurs, et leurs compagnons respectifs la plupart du temps, faisant partie de l'ère Classique de Doctor Who (1963-1989/1996). Cette catégorie répertorie les « Doctors Adventures » d'un côté et des publications "spéciales" lors d'occasions spécifiques. Le « Main Range » est d'ailleurs rangé dans cette catégorie.
- « Doctor Who: The New Series »[43] : Catégorie comprenant les aventures des Docteurs, et leurs compagnons respectifs la plupart du temps, faisant partie de la Nouvelle ère de Doctor Who (2005-2022). Cette catégorie répertorie les « Doctors Adventures » d'un côté et des publications "spéciales" lors d'occasions spécifiques.
- « The Worlds of Doctor Who »[44] : Catégorie beaucoup plus vague puisqu'elle comporte des audios sur des personnages spécifiques, des publications lors d'occasions spécifiques, d'autres licences de l'univers Doctor Who comme Torchwood ou encore des personnages ayant interagis avec le Docteur à quelques rares occasions et n'ayant jamais eu d'apparitions télé.

### Séries dérivées
Doctor Who apparait sur scène de nombreuses fois. Dès le début des années 1970, Trevor Martin (en) joue dans Doctor Who and the Daleks in the Seven Keys to Doomsday, en compagnie de Wendy Padbury, qui avait déjà joué un compagnon du deuxième Docteur. Ensuite, vers 1990, Jon Pertwee et Colin Baker, deux anciens Docteur, reprirent leurs rôles dans une comédie musicale nommée Doctor Who - The Ultimate Adventure. Lorsque Jon Pertwee est malade et ne peut jouer, ce qui arrive deux fois, David Banks le remplace. Ce dernier est connu pour avoir joué à maintes reprises des Cybermen. De nombreuses autres pièces amateurs virent le jour, où d'autres acteurs jouent le Docteur. Terry Nation écrivit également une pièce, The Curse of the Daleks, qui est jouée à la fin des années 1960. Cependant, le Docteur n'y est pas présent.
Au début des années 1990, un certain Mark Gatiss fit un spin-off d'un compagnon du troisième Docteur, Liz Shaw, intitulé P.R.O.B.E. Ces épisodes ont la particularité d'avoir dans leurs castings des anciens Docteur comme Jon Pertwee ou Peter Davison, mais ayant des rôles entièrement différents.
Un épisode pilote d'une possible série dérivée, K-9 and Company, est diffusé en 1981. On y trouvait Elisabeth Sladen, reprenant le rôle de Sarah Jane Smith, ex-compagnon du Docteur, et John Leeson, comme voix du chien robot K-9. Cependant, cette série s'arrêta au pilote.
Durant les années 1980, quelques dessins ont été produits afin de créer un dessin animé Doctor Who. Encore une fois, le projet n'a pas abouti.
Après le succès de la nouvelle série en 2005, la BBC demande à Russell T Davies, producteur de Doctor Who et scénariste de nombreux épisodes, de produire une série dérivée en 13 épisodes nommée Torchwood (une anagramme de Doctor Who), qui prend place de nos jours au Pays de Galles. Les personnages principaux y enquêtent sur les activités extraterrestres. La série a débuté sur BBC Three le 22 octobre 2006. John Barrowman y reprend le rôle du Capitaine Jack Harkness, un personnage apparaissant en 2005 dans Doctor Who. Le tournage prit place durant l'été et l'automne 2006. Deux autres acteurs de Doctor Who apparaissent dans Torchwood : Eve Myles, qui avait joué une domestique dans l'épisode Des morts inassouvis, et Naoko Mori, qui reprend le rôle de Toshiko Sato, déjà apparue dans L'Humanité en péril. La deuxième saison de Torchwood a commencé à être diffusée dès janvier 2008 sur BBC Two. Freema Agyeman y apparaît durant trois épisodes, dans le rôle de Martha Jones. La troisième saison de Torchwood est diffusé durant l'été 2009 sur une semaine. Les 5 épisodes ont été programmés du lundi au vendredi sur BBC One. La quatrième saison de Torchwood est coproduite par BBC America par la chaîne câblée Starz. Elle est composée de 10 épisodes. Elle est diffusée durant l'été 2011 sur BBC One et sur Starz.
Une nouvelle série pour enfants, K-9, est développée. Cependant, cette dernière n'est pas produite par la BBC. Cette série est un mélange d'images réelles et d'images de synthèses. La première diffusion de ce nouveau spin-off débuta le 31 octobre 2009 sur Channel 5 au Royaume-Uni.
Un projet de série dérivée, où l'on suivait l'enfance du Docteur sur sa planète natale, Gallifrey, a été suspendu par le producteur Russell T Davies et s'est transformé en The Sarah Jane Adventures. The Sarah Jane Adventures, avec Elisabeth Sladen, toujours interprétant Sarah Jane Smith, a été développé par la CBBC et le premier épisode est diffusé le jour de l'an, en 2007. La diffusion régulière de la première saison de cette série, visant plutôt un public jeune, a commencé le 24 septembre 2007. La série s'arrête en 2011 à la suite du décès prématuré d'Elisabeth Sladen.
Durant l'année 2007 a lieu l'émission pour enfants Totally Doctor Who offrant des programmes pour les plus jeunes fans de la série, tels de petits documentaires sur l'histoire de la série et des interview des acteurs. Deux autres séries, Doctor Who Confidential et Torchwood Declassified couvrent le making-of des séries auxquelles elles sont rattachées. Depuis l'arrivée du Whoniverse, ces séries documentaires / making-off ont eu droit à une suite spirituel nommé Doctor Who: Unleashed diffusé après chaque épisode sur BBC Three.
En janvier 2015, un nouveau spin-off, appelée Class, est développée pour BBC America pour une diffusion en 2016 mais n'aura droit qu'à une seule saison avant d'être annulé.
Le 30 octobre 2023, il est annoncé que de nouveaux spin-offs seront produit créant ainsi le Whoniverse, le premier étant Tales of the TARDIS, dont les épisodes sont disponibles sur BBC iPlayer depuis le 1er novembre 2023 ainsi qu'un dernier épisode diffusé le 20 juin 2024 sur BBC Four. Le deuxième spin-off s'appelle The War Between the Land and the Sea et devrait sortir courant 2025 sur BBC One et Disney+.

### Crossover
- 2023 : Nolly (John MacKay reprend son rôle de John Logie Baird qu'il tenait dans Nolly dans Le Fabricant de Jouets)

### Romans et nouvelles
Au Royaume-Uni de nombreux livres viennent s'ajouter aux produits dérivés déjà existants, d'abord des novélisations d'épisodes dans les années 1960 et 1970 puis des romans inédits dérivés de la série à partir des années 1990.
Ces aventures inédites se rassemblent en quatre collections principales :
- Virgin New Adventures, publiés par Virgin Books entre 1991 et 1997 : 60 volumes mettant en scène le septième Docteur après l'arrêt de la première série.
- Virgin Missing Adventures, du même éditeur, publiés entre 1994 et 1997 : 33 volumes mettant en scène les Docteur du premier au sixième.

Après la création du téléfilm en 1996, la BBC rapatrie les droits de publication de la série et continue les collections de Virgin sous son propre label BBC Books :
- Eighth Doctor Adventures, publiés entre 1997 et 2005 : 73 volumes mettant en scène le huitième Docteur après le téléfilm.
- Past Doctor Adventures, publiés entre 1997 et 2005 : 76 volumes mettant en scène les Docteur du premier au septième.

À cela s'ajoute une dizaine de volumes publiés par Telos, un petit éditeur indépendant, ainsi que des recueils de nouvelles publiés par la BBC et Big Finish. En 2005, après le lancement de la nouvelle série, les anciennes collections sont arrêtées et remplacées par une nouvelle plutôt destinée aux jeunes lecteurs et mettant en scène le Docteur actuel : New Series Adventures.
En France, seulement huit livres Doctor Who sont publiés en 1987 aux éditions Garancière sous l'étiquette Igor et Grichka Bogdanov présentent Doctor Who, toutes étant des novélisations d'épisodes n'ayant jamais été diffusés en France. Les couvertures sont illustrées par Jean-François Pénichoux :
- Le Docteur Who entre en scène par Terrance Dicks en mars 1987, novélisation de l'épisode An Unearthly Child (Traduction de Jean-Daniel Brecque)
- Les Croisés par David Whitaker en mars 1987, novélisation de l'épisode The Crusade (Traduction d'André Ruaud)
- Les Daleks par David Whitaker en mai 1987, novélisation de l'épisode The Daleks (Traduction par Gilles Bergal, adapté par Corine Derblum)
- Les Daleks envahissent la Terre par Terrance Dicks en mai 1987, novélisation de l'épisode The Dalek Invasion of Earth (Traduction de Roland C. Wagner, adapté par Corine Derblum)
- Le Cerveau de Morbius par Terrance Dicks en juillet 1987, novélisation de l'épisode The Brain of Morbius (Traduction de Francine Mondolini, adapté par Corine Derblum)
- Le Masque de Mandragore par Philip Hinchcliffe en juillet 1987, novélisation de l'épisode The Masque of Mandragora (Traduction de Richard D. Nolane, adapté par Corine Derblum)
- L'Abominable Homme des neiges par Terrance Dicks en septembre 1987, novélisation de l'épisode The Abominable Snowmen (Traduction de Corine Derblum)
- Meglos par Terrance Dicks en septembre 1987, novélisation de l'épisode Meglos (Traduction de Corine Derblum)

Durant l'année 2012, l'éditeur Milady publie les aventures du onzième Docteur et d'Amy Pond à la fréquence d'un titre par mois jusqu'au mois de décembre qui verra la fin de la publication des livres ayant trait à la saison 5.
- Apollo 23 (Apollo 23) par Justin Richards (paru le 20 janvier 2012)
- La Nuit des humains (Night of the Humans) par David T. Llewellyn (paru le 20 janvier 2012)
- L'Armée oubliée (The Forgotten Army) par Brian Minchin (paru le 20 janvier 2012)
- L'Horloge nucléaire (Nuclear Time) par Oli Smith (paru le 17 février 2012)
- La Chasse au mirage (The Glamour Chase) par Gary Russell (paru le 23 mars 2012)
- Le Dragon du roi (The King's Dragon) par Una McCormack (paru le 20 avril 2012)
- À travers bois (The Way Through the Woods) par Una McCormack (paru le 18 mai 2012)
- La Lune du chasseur (Hunter's Moon) par Paul Finch (paru le 22 juin 2012)
- Les Morts de l'hiver (Dead of Winter) par James Goss (paru le 26 octobre 2012)
- Temps d'emprunt (Borrowed Time) par Naomi Alderman (paru le 23 novembre 2012)

En décembre 2012, Milady publie un roman mettant en scène le neuvième Docteur : Les Voleurs de rêves (The Stealers of Dreams) par Steve Lyons (paru le 7 décembre 2012). En novembre 2013, Milady publie l'adaptation en roman d'un script de Douglas Adams écrit en 1979 et jamais adapté à la télévision : Shada - L'Aventure perdue (Shada) par Gareth Roberts (paru le 22 novembre 2013) En février 2014, Milady publie un roman mettant en scène le troisième Docteur : La Moisson du temps (Harvest of Time) par Alastair Reynolds (paru le 21 février 2014). En janvier 2015, Milady publie un roman mettant en scène le deuxième Docteur : La Roue de glace (The Wheel of Ice) par Stephen Baxter (paru le 23 janvier 2015).

## Parodies et références à la série
- Si vous ne connaissez pas le sujet, laissez ce bandeau (vous pouvez alors contacter les auteurs).
- Si vous supprimez le contenu mis en cause (vous pouvez préalablement contacter les auteurs),

argumentez précisément cette suppression dans la page de discussion
(un manque de référence n'est pas un argument ; une recherche réelle de référence doit avoir été effectuée, être formellement documentée).
Doctor Who, existant depuis 1963, connait de nombreuses parodies au fil des années, comme des sketches comiques, allant de Le Dalek Parkistanai de Spike Milligan, dans les années 1970 ou encore Doctor Who and the Curse of Fatal Death, en 1999. D'autres parodies de la série de science-fiction britannique ont été réalisées pour la télévision, telles que It's a Square World, en 1963 ; Dimensions in Time, en 1993 ; Doctors, en 2008 ; Community et Dorkly, en 2011. Un film, Abducted by the Daleks, sorti en 2005, reprend également sous l'angle humoristique les éléments de la série,.
Jon Culshaw imite fréquemment le quatrième Docteur dans un autre programme de la BBC, Faux-semblants (Dead Ringers), lors de caméras cachées ou durant des parodies d'autres émissions anglaises. Moins parodique et plus un pastiche, le professeur Justin Alphonse Gamble, personnage de plusieurs comics Marvel, et notamment de la série Les Vengeurs. Ce personnage est créé par Jo Duffy, Kerry Gammill, et Ricardo Villamonte.
Dans le film Une merveilleuse histoire du temps, le personnage de Stephen Hawking s'amuse à imiter un Dalek avec son fauteuil roulant et sa voix synthétisée, en répétant Exterminate ! Exterminate !. Dans le livre Everness : L'Odyssée des mondes de Ian McDonald, le héros explique que son père et lui adoraient regarder Doctor Who le soir.
Dans sa série de livres uchroniques Thursday Next, l'auteur Britannique Jasper Fforde fait souvent allusion à Doctor Who. Les Daleks sont même cités dans le bestiaire du Puits des histoires perdues. Dans la bande dessinée Marvel Zombies, on peut apercevoir le générique du 9e Docteur. Dans un autre comic, Friendly Neighborhood Spider-Man numéro 10, on peut voir les mots Bad Wolf sur un mur.
Le jeu vidéo Rock Band propose également au joueur d'acheter une tenue qui fait allusion à l'écharpe rayée du quatrième Docteur. Dans la même veine, on retrouve une référence au TARDIS dans le jeu Apollo Justice: Ace Attorney, quand, en examinant le chapeau haut de forme dans le bureau de l'agence Wright, Justice se rappelle une série qu'il regardait enfant après que Vérité lui ait expliqué que son chapeau était plus grand à l'intérieur qu'à l'extérieur. On peut voir aussi le TARDIS (où il disparaît) dans une rencontre aléatoire cachée dans le premier jeu de la série Fallout. On peut aussi trouver dans le deuxième opus de la même série un chien cybernétique appelé K-9. De même, dans l'opus New Vegas, on peut assister à une conversation radiophonique disant : « Bravo Bravo Charlie, The Doctor is coming » (Bravo Bravo Charlie signifiant BBC), cet opus est aussi rempli de petites références, comme le fait que certains Sécuritrons hurlent « Exterminer » quand on les provoque…
Dans le jeu Life is Strange, dans l'épisode 2 Out of Time, Warren envoie un Mail à Max en lui conseillant des films de science-fiction. Ce dernier signe Docteur Who?. Dans le jeu sur navigateur Hammerfest, un des objets que peut récupérer le joueur se nomme « Dalek! Exterminate! ».
Le groupe de heavy metal britannique Iron Maiden parle du Docteur dans la chanson Caught Somewhere in Time figurant sur l'album Somewhere in Time. À l'arrière de la pochette, on peut d'ailleurs distinguer le TARDIS posé sur le toit d'un immeuble. Murray Gold, compositeur de la plupart des musiques de la série, reprend la mélodie du refrain de cette chanson pour l'un des thèmes. La pochette du single Wasted Years représente une vue du tableau de bord d'un vaisseau spatial piloté par Eddie the Head. Celui-ci poursuit le TARDIS à travers un vortex. En 1977, un groupe punk anglais nommé The Art Attacks a sorti un single dont un morceau est intitulé I am a Dalek. En cette même année et jusqu'à 1990, il exista un groupe de synth-pop originaire de Liverpool, nommé Dalek I Love You.
Le générique de Doctor Who apparaît dans la version 1994 de One of These Days, présente dans l'album Pulse de Pink Floyd.
Dans la série My Little Pony : Les amies, c'est magique, un poney de fond apparaissant dans plusieurs épisodes et arborant une marque de beauté en forme de sablier est surnommé « Doctor Whooves » par la communauté attachée à ce dessin animé. Il ressemble au dixième Docteur, mais on peut noter la présence de certaines formes alternatives qui font penser à d'autres Docteur.
Dans la série The Big Bang Theory (saison 1 épisode 7), Sheldon dit avoir pour habitude de regarder Doctor Who tous les samedis matin. Lors de la soirée du nouvel an (saison 4, épisode 11), Stuart est habillé comme le quatrième Docteur. Dans la saison 5 (épisode 14), Sheldon, Amy, Leonard et Penny regardent Doctor Who à la télévision et il semblerait qu'ils projettent d'aller à une convention Doctor Who. Dans la saison 6 (épisode 5), pour la fête de Halloween au magasin de comics, Raj décide d'acheter un photomaton en forme de TARDIS. Par ailleurs, une figurine de Dalek est visible dans le salon de Sheldon et Léonard. Dans la saison 7 (épisode 6), pour célébrer l'anniversaire de leur premier rendez-vous, Howard chante une chanson à Bernadette où il fait allusion au Docteur et à son TARDIS. À la fin de l'épisode 8 de la saison 7, on peut voir le poster de l'épisode La victoire des Daleks dans la chambre de Radjesh. Dans l'épisode 21 de la saison 7 on peut apercevoir un poster du blueprint des Daleks dans le couloir derrière la chambre de Sheldon ; et enfin dans l'épisode 22 de la saison 7, Sheldon fait référence aux régénérations fréquentes du Docteur : « j'ai également vécu la perte des onze Docteur de la série Doctor Who. »
Dans l'épisode Opération A.M.I.S.H. de la série d'animation Nom de code : Kids Next Door, il y a une série de science-fiction appelée Le Docteur Spatio-Temporel du Continuum : ceci est une parodie de la série.
L'épisode 17 de la saison 4 de la série Nerdz, Pim Poum Aya Aya, s'ouvre sur une vue de l'espace où un TARDIS passe. De plus, dans les épisodes 11, 14 et 20 de la même saison, on peut apercevoir le fond d'écran de l'ordinateur représentant le TARDIS. D'ailleurs, Davy Mourier et Monsieur Poulpe, les créateurs de la série, ont ensuite réalisé un sketch où le Docteur est appelé pour résoudre un Rubik's Cube.
Dans le jeu vidéo League of Legends, le personnage de Blitzcrank prononce parfois « EXTERMINER ! EXTERMINER ! » lors d'un déplacement. Dans le jeu vidéo Borderlands: The Pre-Sequel la quête Eradicate! permet d'aider un clap-trap, CL4P-L3K, à récuperer des pièces qui le font ressembler a un Dalek. Dans le jeu vidéo Team Fortress 2, un objet cosmétique équipable par le Spy et le Medic se nomme « Docteur Whoa » et ressemble au nœud papillon du onzième Docteur.
Une application de mailing sur Android se nomme K-9 mail. L'icône représente K-9 avec une enveloppe à la place de l'œil.
Dans le jeu vidéo Jetpack Joyride, une amélioration du télé-porteur méga-dément a la forme du TARDIS.
Dans le film Avril et le Monde truqué, on peut voir une machine en forme de Dalek en arrière plan.
Dans la franchise SOS Fantômes, il est fait allusion par le Dr Egon Spengler, joué par Harold Ramis au  « renversement de la polarité du flux de neutrons » qui est une célèbre phrase du Troisième Docteur.
Les fans de la série font également l'objet de satires dans des programmes tels Saturday Night Live, The Chaser's War on Everything, de Mystery Science Theater 3000, Les Griffin et American Dad!.
Dans la série de Channel 4 Queer As Folk (créé par l'actuel producteur exécutif de Doctor Who), le personnage de Vince était présenté comme un grand fan de Doctor Who, et de nombreuses références et de nombreux extraits de l'ancienne série apparaissent au cours de la série.
En février 2008, le soap-opéra EastEnders, montra une fausse convention Doctor Who.
Le 22 novembre 2013, le site Google consacre sa page principale au 50e anniversaire de la série. Google Maps permet aussi de visiter le TARDIS du onzième Docteur, à partir d'une cabine de police située sur Earls Court Road.
Dans la chanson Kashmir de Led Zeppelin, ils font possiblement référence au Docteur lorsqu'ils disent I am a traveler of both time and space, to be where I have been, To sit with elders of the gentle race, this world has seldom seen.
Dans le jeu mobile, Avengers Academy, basé sur la licence MARVEL, lors du mini événement Invasion britannique ayant duré du 9 au 22 juin 2016, un objet de décoration aidant à la progression du joueur ressemblait au TARDIS. Pendant le mini évènement Young Avengers du 17 février au 2 mars 2017, l'objet était de nouveau disponible en raison de l'évènement, car celui-ci traitait de voyages temporels.
Dans le jeu multijoueur Marvel Heroes 2017, un item est représenté par le tournevis sonique du onzième et du douzième Docteur.
Dans la série d'animation diffusée en France sur Gulli La Boucle Infernale, les Patrouilleurs du temps mettent une amende sur le TARDIS du quatrième Docteur.
Dans Times Toys, une photo d'un cyberman apparaît dans une vidéo.
Dans le film Ready Player One réalisé par Steven Spielberg en 2018, le TARDIS figure très brièvement dans une scène se déroulant dans l'OASIS.
Dans le jeu vidéo Assassin's Creed Origins, dans l'un des affluents du Nil on peut apercevoir le TARDIS empierré avec deux jambes d'un squelette en sortir.
Dans le jeu vidéo Overwatch on peut entendre les personnages Bastion et Orisa prononcer le slogan « Exterminer » des Daleks.
Sur Google se trouve un easter egg accessible en recherchant « Doctor Who » sur le moteur de recherche et en cliquant sur l'animation 3D du TARDIS ce qui lance un mini-jeu caché.
On retrouve[style à revoir] également des allusions au Docteur et à son TARDIS dans les séries :
- Eureka, saison 4 épisode 12
- Warehouse 13
- Archer
- Mr Bean : on peut voir[style à revoir] le personnage principal de cette série s'amuser avec un Dalek en disant « EXTERMINATE! » dans l'épisode Joyeux Noël, Mr. Bean.
- The Big Bang Theory, saison 1 épisode 7, saison 4 épisode 11, saison 5 épisode 14, saison 6 épisode 5, saison 7 épisode 6, saison 8 épisode 19
- Community : à partir du premier épisode de la saison 3 (Biology 101), on apprend qu'Abed et Troy sont fans d'une série fictive de science fiction  britannique nommée Inspector SpaceTime, qui est une référence directe à Doctor Who. Il s'agit des aventures d'un inspecteur qui résout des crimes en voyageant a travers l'espace-temps. Il est aidé de pour cela aidé de son side-kick Reggie, un policier afro-américain. Abed et Troy s'identifient fortement à ces deux personnages principaux. Un gimmick de cette série est de remplacer le mot espace par temps et vice-versa. Par exemple, l'inspecteur dit souvent à Reggie : « dépêchons-nous, nous manquons d'espace ! »
- Les Experts : Manhattan, saison 4 épisode 4
- NCIS : Enquêtes spéciales, saison 7 épisode 08 : lorsqu'ils entrent dans un container aménagé, McGee fait allusion au TARDIS.
- Grey's Anatomy, saison 8 épisode 4
- Dr House, saison 7 épisodes 15 et 23
- Flynn Carson et les Nouveaux Aventuriers, saison 1 épisodes 5 & 8, saison 2 épisode 10
- South Park, épisode 2 de la saison 15 : le robot Funny-Bot ressemble beaucoup à un Dalek et dit à un moment : « Exterminer ! ». Épisode 13 de la saison 10 : Cartman voyage dans le futur et a un chien robot nommé K10 (référence probable à K-9 de Doctor Who).
- Shameless, saison 8 épisode 2
- Greek
- Leverage, saison 4 épisode 17
- Young Justice, saison 4 épisode 23
- Futurama, saison 6 épisode 23 : lorsque, après avoir modifié le passé des États-Unis menant à la domination de l'empire britannique, les héros reviennent au quatrième millénaire, on aperçoit le Docteur descendant d'un spatio-bus britannique pour rejoindre son TARDIS. Dans le même épisode, on peut apercevoir la tête de Amelia Pond à côté de celles des présidents lors de la fête au début de l'épisode.
- Better Off Ted
- Esprits criminels, pendant l'épisode 16 de la saison 6, Reid explique les bases de la série à Seaver. Dans l'épisode 3 de la saison 7, la victime devait aller à une convention Doctor Who. Dans cette même saison, au début de l'épisode 23, Reid et Garcia se rendent à une convention habillés comme les quatrième et onzième Docteur tandis que Kevin Lynch et sa compagne sont habillés en onzième Docteur et Amy Pond. Dans l'épisode 23 de la saison 8, Garcia dit « J'ai trouvé plus étrange qu'un gyrophare sur une machine à remonter le temps ». Lors du final de la saison 9, Garcia dépose devant Reid deux figurines de Daleks et celles du dixième et onzième Docteur lorsque celui-ci sort de chirurgie après avoir été blessé.
- Les Simpson, à plusieurs reprises on voit[style à revoir] le 4e Docteur (Bombinette Bob) ou parfois simplement le TARDIS, ou encore dans l'épisode 20 de la saison 18 une référence à K-9. Dans l'épisode 9 de la saison 23, des Daleks se promènent dans un Springfield futuriste.
- Family Guy, Blue Harves : Lorsque le Faucon Millenieum entre en hyper-espace qui est sous la forme de l'intro du 4e Docteur
- 90210, Nouvelle génération, Max le petit ami de Naomie aime les séries Whovian, et on peut apercevoir que sur ses taies d'oreillers apparaît un Dalek. Et il évoque le fait de regarder Torchwood.
- Urgences, saison 9 épisode 18 : une nouvelle urgentiste asiatique s'appelle Docteur Who.
- Supernatural, saison 2 épisode 12 : un petit clin d'œil aux Cybermen sur la couverture d'un magazine. Dans l'épisode 3 de la saison 7, le kitsune que part chasser Sam s'appelle Amy Pond.
- Castle, saison 6 épisode 5 : l'agent Esposito fait allusion à la série et au tournevis sonique.
- World of Warcraft : la quête « Maître et serviteur », ajoutée dans la mise à jour 4.0.3 : Fufute Tremblerouage demande de reprogrammer 15 robots grâce au tournevis ultrasonique[56].
- Stitchers, saison 1 épisode 1, Cameron demande à Kristen de citer les noms de tous les acteurs qui ont joué Doctor Who depuis 1963. Et aussi dans la saison 2 où Linus racontait à Camille la conversation que Cameron et Nina avaient eu. Ils avaient passé la nuit au téléphone à parler de Doctor Who. Linus a mentionné David Tennant et le TARDIS.
- Infinite Crisis : du côté bleu de la carte L'Allée du crime, on peut voir un TARDIS adossé au mur.
- Marvel : Les Agents du SHIELD, saison 1 épisode 19 : avec la machine à mensonge, Jemma Simmons avoue que, si elle se retrouvait seule sur une île déserte avec une boîte, dedans, il y aurait un TARDIS
- Arrow Saison 3 épisode 18 : alors que Ray est à l'hôpital, Felicity dit à sa mère que celui-ci connait les scénarios des 34 saisons de Doctor Who (ancienne et nouvelle série confondues).
- Life on Mars saison 1 épisode 5 : Sam plaisante disant que le Docteur lui a donné des médicaments.
- Lego Batman, le film : Les Daleks[57]
- Au fil des jours saison 2 épisode 5 : Elena se déguise comme le Quatrième Docteur
- Ghost Whisperer saison 3 épisode 14 : lorsque Jim entame une discussion avec Mélinda, il regarde un épisode de l'ère Tennant sur son ordinateur.
- Reboot dans l'épisode 2 de la saison 1 on peut voir[style à revoir] des références au TARDIS et le tournevis sonique du onzième docteur[58].
- Call the Midwife (SOS sages-femmes) dans l'épisode 4 de la saison 8 (diffusé le 3 février 2019 sur BBC One[59]), à environ 4'15", on entend le thème du Docteur, et l'on peut voir[style à revoir] sœur Monica Joan regarder l'épisode à la télévision. Environ 30 secondes plus loin, on peut apercevoir quelques images du Premier Docteur et l'infirmière Crane dire ceci : « Je trouve ça insupportable. Des adultes déguisés qui courent et découvrent qu'une cabine téléphonique voyage dans le temps ! » Ensuite, Sœur Monica Joan réplique : « C'est pourtant passionnant ! L'assistante du docteur vient d'être prise pour une prêtresse de l'antiquité qui cherche à jouer de son influence pour proscrire le sacrifice humain ! » Dans le même épisode, une patiente s'appelle Mrs Tennant
- Dans l'épisode spécial Noël (Christmas Special) de 2020, à 2'45" Sœur Frances dit ceci : « Sœur Monica Joan est allée directement au salon après la chapelle. Ella attend l'épisode de Doctor Who. »

## Distinctions
Bien que l'ancienne version de Doctor Who (1963-1989) est très regardée, la série n'a pas droit à une reconnaissance de la part des critiques. En 1975, la saison 11 est récompensée par le prix du « meilleur scénario » par la Writers' Guild of Great Britain.
La nouvelle série reçoit un bon accueil, de la part du public et des critiques. En 2005, au National Television Awards (voté par des membres du public), Doctor Who gagne le prix du « meilleur drame populaire », ainsi que celui du meilleur acteur et meilleure actrice pour Christopher Eccleston et Billie Piper. En 2006, la série reçoit le même prix, ainsi que Billie Piper. De son côté, David Tennant reçoit le prix du meilleur acteur en 2006, 2007, 2008 et 2010. Doctor Who est également nommée en 2006 dans la catégorie « meilleure série dramatique », lors des Royal Television Society Awards. Cependant, la série perdit au profit de la série Bodies, diffusée par BBC Three.
En 2010, trois épisodes (Cyber Noël, Planète morte et La Conquête de Mars) sont nommés pour le prix Hugo de la meilleure série ou court-métrage et La Conquête de Mars reçoit le prix. L'épisode L'Âme du TARDIS, écrit par Neil Gaiman et mis en scène par Richard Clark, reçoit le prix Ray-Bradbury 2011.
Entre 2006 et 2012, la série reçoit, lors des Prix Hugo, la récompense de meilleur « Série ou court métrage » (2006, 2007, 2008, 2010, 2011 et 2012) ainsi que celui du meilleur « Livre non fictif ou apparenté » en 2011.
- Peabody Award 2012
- British Academy Television Awards 2013 : BAFTA Tribute

## Logos

### Première Série(1963-1989)
|                               |
| 1963-1967 (1er et 2e Docteur) |

|                        |
| 1967-1969 (2e Docteur) |

|                        |
| 1970-1973 (3e Docteur) |

|                              |
| 1973-1980 (3e et 4e Docteur) |

|                              |
| 1980-1984 (4e et 5e Docteur) |

|                        |
| 1984-1986 (6e Docteur) |

|                        |
| 1987-1989 (7e Docteur) |

### Téléfilm(1996)
|                               |
| Téléfilm de 1996 (8e Docteur) |

### Deuxième Série(2005-2022)
|                               |
| 2005-2006 (9e et 10e Docteur) |

|                         |
| 2006-2010 (10e Docteur) |

|                         |
| 2010-2012 (11e Docteur) |

|                                |
| 2012-2017 (11e et 12e Docteur) |

|                         |
| 2018-2022 (13e Docteur) |

|                                       |
| 2021 - Doctor Who: Flux (13e Docteur) |

### Troisième Série(2023-Présent)
|                                  |
| Depuis 2023 (14e et 15e Docteur) |

## Séries dérivés

### Torchwood(2006–2011)
Torchwood se déroule à Cardiff quelque temps après la fin de la deuxième saison de Doctor Who. Elle suit la branche galloise d'une agence secrète intitulée l'Institut Torchwood créé par la Reine Victoria en 1879. La ville de Cardiff est construite sur une faille spatio-temporelle ouverte en permanence, ce qui permet aux aliens de pénétrer dans notre monde.
Note : Torchwood est l'anagramme de Doctor Who.

### The Sarah Jane Adventures(2007–2011)
The Sarah Jane Adventures est un spin-off avec, pour personnage principal, Sarah Jane Smith, une ancienne compagne du troisième et quatrième Docteur. Ses aventures l'ont amenée à faire la rencontre de Luke, son fils adoptif créé par une race extra-terrestre ; Clyde Langer, camarade de classe de Luke qui deviendra son meilleur ami ; Maria Jackson, voisine de Sarah Jane mais partira au début de la Saison 2 ; Rani Chandra, nouvelle voisine de Sarah Jane et Sky, fille adoptive de Sarah Jane qui apparaît au cours de la Saison 5.
Cette série, principalement destinée aux enfants et aux jeunes adolescents, commence sa diffusion le 1er janvier 2007 avec un épisode pilote et s'est terminé le 18 octobre 2011 après le décès prématurée de l'actrice Elisabeth Sladen. En hommage à l'actrice, un webisode du nom de Farewell, Sarah Jane, écrit par Russell T Davies, est diffusé le 19 avril 2020 sur la chaîne YouTube de Doctor Who.

### Class(2016)
Class se déroule à Coal Hill School, une école fictive qui a été régulièrement mise en vedette dans Doctor Who depuis la création de la série en 1963, et se concentre sur six de ses étudiants et membres du personnel. Un titre à double sens, il fait bien sur référence à la « Classe » d'une école mais aussi à la « Classe sociale »

### Tales of the TARDIS(2023–2024)
Tales of the TARDIS (trad. litt : Les Contes du TARDIS) est un spin-off composée de sept épisodes de la série classiques de Doctor Who montée en omnibus, c'est-à-dire que toutes les parties sont assemblées en un seul long épisode. Les 6 premiers épisodes ont été publiés sur BBC iPlayer le 1er novembre 2023, coïncidant avec le lancement du Whoniverse, et le dernier épisode est diffusé le 20 juin 2024 sur BBC Four, coïncidant avec la diffusion du final de la Saison 1 de 2024 (La Légende de Ruby Sunday / L'Empire de Mort) qui met en avant le retour de Sutekh (Pyramids of Mars, 1975).
Chaque épisode contient des scènes supplémentaires spécialement tournée avec, souvent, la distribution originale de l'épisode, dans un Memory TARDIS, avec le Docteur et ses compagnons se remémorant une aventure commune. Le dernier épisode se passait du point de vue du Quinzième Docteur qui raconte, à Ruby Sunday, quand il a fait face à Sutekh pour la première fois sous les traits du Quatrième Docteur, accompagné de Sarah Jane Smith.

### The War Between the Land and the Sea(2025)
Lors du Panel Doctor Who à la San Diego Comic-Con le 26 juillet 2024, un nouveau spin-off du nom de The War Between the Land and the Sea est annoncé. Le spin-off commence son tournage le 29 août 2024 et se termine le 7 décembre 2024.
Il est également annoncé que Gugu Mbatha-Raw, Russell Tovey, Jemma Redgrave et Alexander Devrient serait le casting officiel de la série. Tandis que Jemma Redgrave et Alexander Devrient reprennent leur rôle respectif de Kate Lethbridge-Stewart et Colonel Ibrahim, Gugu Mbatha-Raw et Russell Tovey ne reprendraient pas leur rôle respectif de Tish Jones et Alonso Frame mais jouerait de nouveaux rôles.
La série tournerait autour des Démons des Mers sur un total de seulement 5 épisodes et serait réalisé par Dylan Holmes Williams qui a déjà réalisé les épisodes 73 Yards et Œil et Cerveau Bulle de la Saison 1 de 2024.

## Produits dérivés

### DVD
En France, les trois premières saisons de la deuxième série (celle ayant commencé en 2005) sont sorties en DVD entre 2006 et 2008. Les coffrets se sont vendus entre 700 et 1 000 exemplaires.
En janvier 2011, France Télévisions Distribution décide de rééditer ces trois saisons et de sortir la saison 4 ainsi qu'un coffret contenant les épisodes spéciaux de l'année 2009. De nouveaux coffrets sont édités le 15 juin 2011 regroupant les treize épisodes de chaque saison. Les DVD des saisons 3 et 4 offrent chacun un épisode spécial de Noël sauf L'Invasion de Noël de la saison 2. De même, l'épisode spécial de Noël Les Maris de River Song n'est pas édité dans le coffret de la saison 9, ainsi que l'épisode spécial Nouvel an La Révolution des Daleks qui n'est pas édité dans le coffret de la saison 12.
Le coffret de la saison 1 contient trois versions : version française, version française sous-titrée en français pour les sourds et malentendants et version originale sous-titrée en français. Le coffret de la saison 4 et celui des épisodes spéciaux contient deux versions, originale et française, ainsi que des sous-titres en français et en anglais.
- Saison 1 de Doctor Who (Les 13 épisodes en 4 DVD) - (réédition) - (DVD, France Télévisions Distribution, 15 juin 2011).
- Saison 2 de Doctor Who (Les 13 épisodes en 4 DVD) - (réédition) - (DVD, France Télévisions Distribution, 15 juin 2011).
- Saison 3 de Doctor Who (1 épisode spécial + les 13 épisodes en 4 DVD) - (réédition) - (DVD, France Télévisions Distribution, 15 juin 2011).
- Saison 4 de Doctor Who (1 épisode spécial + les 13 épisodes en 5 DVD) - (DVD, France Télévisions Distribution, 15 juin 2011).
- Épisodes Spéciaux 2008-2010 de Doctor Who (5 épisodes spéciaux en 5 DVD) - (DVD, France Télévisions Distribution, 15 juin 2011).
- Saison 5 de Doctor Who (Les 13 épisodes + les bonus en 5 DVD et 5 Blu-Ray) - (DVD et Blu-Ray, France Télévisions Distribution, 2 novembre 2011).
- Saison 6 de Doctor Who (1 épisode spécial + les 13 épisodes en 5 DVD) - (DVD, France Télévisions Distribution, 5 novembre 2012).
- Saison 7 de Doctor Who (2 épisodes spéciaux + les 13 épisodes en 5 DVD) - (DVD, France Télévisions Distribution, 23 octobre 2013).
- Épisodes Spéciaux 2013 de Doctor Who 50e anniversaire (2 épisodes spéciaux en DVD) - (DVD, France Télévisions Distribution, 5 novembre 2014).
- Saison 8 de Doctor Who (Les 12 épisodes en 4 DVD) - (DVD, France Télévisions Distribution, 23 février 2015).
- Saisons 1 à 8 + Épisodes Spéciaux 2008-2010 et 2013 + 2h40 de Bonus Inclus Inédit de Doctor Who (12 épisodes spéciaux + Les 104 épisodes + les bonus en 43 DVD) - (DVD, France Télévisions Distribution, 5 octobre 2015).
- Coffret de Doctor Who (2 films Doctor Who et les Daleks et Les Daleks envahissent la Terre) - (DVD, Studio Canal, 6 octobre 2015) (Spécial FNAC).
- Saison 9 de Doctor Who (1 épisode spécial + les 12 épisodes + bonus en 5 DVD) - (DVD, France Télévisions Distribution, 23 mars 2016).
- Saisons 1 à 9 + Épisodes Spéciaux 2008-2010 et 2013 + 2h40 de bonus inclus de Doctor Who (13 épisodes spéciaux + Les 116 épisodes + les bonus en 47 DVD) - (DVD, France Télévisions Distribution, 6 septembre 2017).
- Saison 10 de Doctor Who (1 épisode spécial + les 12 épisodes + bonus en 4 DVD) - (DVD, France Télévisions Distribution, 17 janvier 2018).
- Saison 11 de Doctor Who (2 épisodes spéciaux + les 10 épisodes + bonus en 4 DVD) - (DVD, France Télévisions Distribution, 20 mars 2019).
- Saisons 1 à 11 + Épisodes Spéciaux 2008-2010 et 2013 + 8h de Bonus Inclus de Doctor Who (15 épisodes spéciaux + Les 137 épisodes) - (DVD, France Télévisions Distribution, 18 septembre 2019).
- Saison 12 de Doctor Who (les 10 épisodes) - (DVD, France Télévisions Distribution, 15 septembre 2020).
- Saisons 1 à 12 + Épisodes Spéciaux 2008-2010 et 2013 (15 épisodes spéciaux + 147 épisodes) (DVD, France Télévisions Distribution, 15 octobre 2020)
- Saison 13 de Doctor Who (Les 6 épisodes + bonus en 3 DVD) - (DVD, France Télévisions Distribution, 3 janvier 2023).
- Doctor Who : La Révolution des Daleks (Épisode Spécial + Bonus) - (DVD, France Télévisions Distribution, 25 mai 2023).
- Coffret Doctor Who Saisons 1 à 13 + Épisodes Spéciaux 2008-2010, 2013 et 2022 (19 épisodes spéciaux + 3 inédits et + 15h de bonus), édition spéciale 60e anniversaire collector, (DVD, France Télévisions Distribution, 21 novembre 2023)
- Doctor Who : Épisodes Spéciaux du 60e anniversaire (DVD, BBC, 18 décembre 2023) - disponible seulement en VO.
- Doctor Who : L'église de Ruby Road (2023 spécial Noël) - (DVD, BBC, 12 février 2024) - disponible seulement en VO.
- Doctor Who : Le Réveillon des Daleks et La Légende des Démons des Mers (2 épisodes spéciaux + Bonus) (DVD, France Télévisions Distribution, 15 février 2024).
- Doctor Who : Le Pouvoir du Docteur (épisode spécial + Bonus) - (DVD, France Télévisions Distribution, 15 février 2024).
- Doctor Who : Saison 1 - (DVD, BBC, 12 août 2024) - disponible seulement en VO.
- Doctor Who : JOY-eux Noël (2024 spécial Noël) - (DVD, BBC, 27 janvier 2025) - disponible seulement en VO.
- Doctor Who : Saison 2 - (DVD, BBC, 18 août 2025) - disponible seulement en VO.

### Magazines
- 2006 : Doctor Who Adventures, édité par BBC Magazines ;
- 2006 : Doctor Who - Battles in Time, édité par GE Fabbri ;
- 1979 : Doctor Who Magazine, édité par Panini Comics ;
- 2008-2010 : Torchwood Magazine, édité par Titan Magazines.

Il est à noter que le magazine Dreamwatch, désormais généraliste, commence en étant un fanzine nommé Doctor Who Bulletin.

### Comics
La série est adaptée en comics hebdomadaire qui proposaient des histoires inédites dans le magazine TV Comics dès 1964. De très mauvaise qualité, ces strips furent longtemps cantonnés à la simple lecture de fans, avant de ne gagner en postérité que lorsque la série eu son propre magazine, le Doctor Who Weekly à partir de 1979.
Parmi les fans de Doctor Who Dave Gibbons est connu comme l'artiste de Doctor Who Weekly/Monthly, dessinant les principaux comic strips de la plupart des numéros du #1 aux #69 entre 1979 et 1982.

### Jeux

#### Flipper
- 1992 : Doctor Who (Bally)[75]

#### Jeux de rôle
- Doctor Who (FASA)
- Time Lord (Carol Publishing Group), uniquement en anglais[76]
- Doctor Who. Adventures in Time and Space (Cubicle 7), paru en anglais en décembre 2009. Le jeu est récompensé du Grog d'or 2010[77].

#### Jeu de cartes à collectionner
- 1996 : Doctor Who Collectible Card Game (édité par M.M.G. Ltd., créé par Eamon Bloomfield, Paul Viall)

#### Jeux vidéo
- Doctor Who: The First Adventure (1983) et Doctor Who and the Warlord (1985) sur BBC Micro
- 1984 : Roland In Time (sur Amstrad CPC)
- 1985 : Doctor Who and the Mines of Terror (sur ZX Spectrum, Commodore 64 et BBC Micro)
- 1992 : Dalek Attack (sur Windows)
- 1997 : Destiny of the Doctors (sur Windows)
- 2008 : Doctor Who (Top Trumps) (sur Wii, Nintendo DS, PlayStation 2, PC et téléphone portable)
- 2010 : Doctor Who : The Adventure Games (sur PC)
- 2010 : Doctor Who : Evacuation Earth (sur Nintendo DS)
- 2010 : Doctor Who : Return to Earth (sur Wii)
- 2012 : Doctor Who: The Eternity Clock (sur PlayStation 3, PlayStation Vita et PC)
- 2019 : Doctor Who : The Edge of Time (sur PC, Playstation 4[78] et Playstation 5[79]) (jeu entièrement en réalité virtuelle nécessitants le matériel adéquat)
- 2021 : Doctor Who : The Edge of Reality (sur PlayStation 4[80], Xbox One, Nintendo Switch, et PC)
- 2023 : Doctor Who : Lost in Time (sur téléphone portable) (adaptation de Doctor Who : The Adventure Games)

#### Lego
Un produit Lego Ideas représentant le TARDIS, le Onzième et le Douzième docteur, Clara Oswald, un Ange Pleureur et deux Daleks a été créé et est sorti le 1er décembre 2015. De même, le thème Doctor Who est présent dans le jeu vidéo Lego Dimensions.